# Thorpe Park
Thorpe Park, anciennement Thorpe Park Resort, est un parc d'attractions situé dans le village de Thorpe entre les villes de Chertsey et Staines-upon-Thames à Surrey, Angleterre, à 32 km au sud de Londres, et à proximité de l'aéroport de Londres Heathrow. Il est exploité par le groupe Merlin Entertainments. Troisième parc de loisirs du Royaume-Uni en termes de fréquentation, avec 1 620 000 visiteurs en 2023, il est généralement ouvert de mars à novembre et est connu pour ses attractions à sensations fortes.
Construit sur une gravière inondée, le parc est quasiment une île au milieu d'un grand lac. Divisés en plusieurs quartiers, le parc accueille 26 attractions dont des attractions aquatiques telles que Tidal Wave ou Rumba Rapids, des montagnes russes comme Colossus, Nemesis Inferno, Stealth, Saw-The Ride, The Swarm, Hyperia, un parcours scénique, Ghost Train, et enfin quelques petites attractions. Le site comporte également un hôtel appelé Thorpe Shark Cabins.

## Histoire

### Genèse (années 1930 à 1970)
L'histoire du parc commence avec la démolition de l'ancien Thorpe Park dans les années 1930. Le terrain fut alors transformé en une gravière appartenant à Ready Mixed Concrete Limited (RMC). Quand la gravière fut épuisée, RMC inonde une partie du domaine. En 1975, les Water Ski World Championships ont lieu sur le domaine. RMC crée alors une filiale, Leisure Sport Limited, pour l'exploitation d'un domaine de 161 hectares consacré aux activités nautiques, divers loisirs et à des expositions, le tout pour un total de 3 millions de livres.
Le parc est officiellement ouvert par Lord Louis Mountbatten le 24 mai 1979. En plus du lac et du parc, le domaine comprend aussi une réplique d'une grotte de l'âge de pierre, une ferme celtique, un château normand et un camp viking, ainsi qu'une exposition de véhicules aquatiques et d'avions.

### Développement comme parc à thème (années 1980 et 1990)
Au début des années 1980, le parc est réaménagé et devient un parc à thème avec des manèges et attraction permanents. De nouvelles attractions sont ouvertes dans les années 1980-1990. En 1984, le parc voit ouvrir sa première montagne russe : Space Station Zero. La mascotte du parc à l'époque est un lapin blanc du nom de Monsieur lapin (Mr Rabbit),.
En 1989 est ouverte une attraction qui deviendra emblématique pour le parc, le log flume Mack Rides Logger's Leap. Il s'agit alors de la plus haute attraction aquatique du Royaume-Uni, et de la plus haute attraction, toute catégorie, du parc. La même année, la mascotte du parc, Monsieur Lapin, est rejointe par d'autres mascottes, les Rangers, toutes des animaux : Chief Ranger (un ours), Baby Bear (un ourson), Monsieur Girafe, Monsieur Singe, Monsieur Eléphant, Madame Hippopotame, Madame Grenouille et Harley (un tigre).
En 1994, le parc inaugure une nouvelle extension, Rangers County, une zone sur un thème tropicale, ouverte en deux étapes. D'abord, cette même année, les deux attractions Mr Monkey's Banana Ride, un bateau à bascule, et Chief Ranger’s Carousel, un carrousel, toutes deux thématisées autour d'un des Rangers,. Est également inaugurée la Rangers County Arena, une arène de spectacle en pleine air,. Dotée de 900 places, elle a connu de nombreux spectacles, généralement de cascades et notamment de plongeons.
En 1995, la seconde étape d'ouverte de Rangers County a lieu avec l'inauguration de Mr Rabbit’s Tropical Travels et Miss Hippo’s Fungle Safari, deux parcours scéniques, également thématisées sur l'un des Rangers,.
En 1996 est inaugurée la montagne russe X:/No Way Out, la dernière grande attraction ouverte par les premiers propriétaires.

### Rachat par Tussauds Group et évolution de la clientèle visée (années 2000)
En 1998, le Tussauds Group rachète le parc. Ce rachat va entrainer l'ouverture de nouvelles attractions conséquentes, avec dès 2000, l'attraction aquatique de type shoot the chute Tidal Wave. L'objectif est de faire évoluer la clientèle du parc, en passant d'un parc tourné vers les familles, à un parc également destiné aux adolescents et aux jeunes adultes.
Cette dynamique se poursuit en 2001, avec l'inauguration de trois nouvelles attractions à sensations fortes : Vortex, une attraction de type frisbee, Zodiac, de type enterprise, et Detontator, une tour de chute.
En 2002, c'est la montagne russe Colossus qui est inaugurée, battant alors le record de la montagne russe avec le plus grande nombre d'inversions (10 inversions).
En 2003, le choix de Thorpe Park de se tourner vers des attractions à sensations fortes se poursuit avec l'inauguration de la montagne russe inversée Nemesis Inferno, ainsi que celle de l'attraction Quantum, de type tapis volant. Une grande roue est cependant également ouverte, Eclipse. De plus, un projet de développement à moyen terme, étalé sur 6 ans, qui entraînera la création de nouvelles attractions, dont Stealth en 2006 et Saw - The Ride en 2009, est mis en oeuvre. La même année, la Rangers County Arena voit un nouveau spectacle intitulé The Amazing Spider-Man Show, introduisant pour la première fois le personnage de Spider-Man au sein du parc.
En 2004, l'attraction Samurai est ouverte, de type Top Scan, relocalisée depuis Chessington World of Adventures.
En 2005, le parc inaugure Slammer, le second et dernier modèle de Sky Swat, conçu par S&S, dans une zone située derrière Colossus, au sein du quartier Canada Creak (désormais Old Town). Une autre attraction du même constructeur, Rush, un Screamin' Swing, est inaugurée, en lieu et place de la grande roue Eclipse, considérée comme n'étant plus en accord avec la nouvelle ligne du parc centrée sur les attractions à sensations fortes. La même année, le spectacle The Amazing Spider-Man Show du Rangers County Arena est remplacé par un spectacle de cascades.
En 2006, conformément au plan de développement, c'est la montagne russe Stealth qui est inaugurée. Le spectacle de la Rangers County Arena est également de nouveau modifié.
En mai 2007, le Tussauds Group se fait racheter par Blackstone Group pour 1,9 million de dollars puis la compagnie est fusionnée avec Merlin Entertainments, laquelle prend alors l'exploitation de Thorpe Park. Après la fusion, Dubai International Capital achète 20% de Merlin Entertainments. Le 17 juillet 2007, dans le cadre du contrat avec le Tussauds Group, Merlin vend Thorpe Park à l'investisseur privé Nick Leslau et sa compagnie d'investissement Prestbury, sous la forme d'un contrat vente avec location durant 35 ans. Même racheté, le parc est toujours exploité par Merlin Entertainments.
En 2009 est inaugurée Saw - The Ride, deuxième phase du plan de développement de 2003, une nouvelle montagne russe sur le thème de la saga de films d'horreur Saw, communiquée comme étant la première montagne russe du monde sur le thème d'un film d'horreur. Elle est située dans une ancienne partie boisée, localisée derrière l'attraction Loggers Leap. En 2010 est inaugurée, sur un bateau situé au parc depuis 1995, le Thorpe Belle, une maison hantée sur le même thème, Saw Alive.

### Confirmation comme parc d'attraction pour jeunes adultes et adolescents (années 2010)
Toujours en 2010, le parc a élaboré un nouveau plan de développement sur 5 ans qui devait contenir deux nouvelles montagnes russes pour 2012 (The Swarm) et 2015, ainsi qu'un hôtel permanent au bord du lac. Aucune demande n'a jamais été soumise pour le développement de 2015 et le terrain derrière The Swarm reste vacant. L'hôtel, Thorpe Shark Cabins, est cependant bien ouvert en 2013.
Le public cible du parc se confirme sur les adolescents et les jeunes adultes, grâce aux attractions à sensations fortes, telles Saw - The Ride et The Swarm, mais également de par une thématisation centrée sur des ambiances effrayantes. Dès 2014, le parc décide cependant de viser de nouveau également les enfants et la clientèle familiale grâce à la création du Angry Birds Land et l'ouverture de l'hôtel du parc. La même année, la Thorpe Park Arena (anciennement Rangers County Arena, renommée en 2009) est détruite pour laisser place à Derren Brown's Ghost Train.
En 2016, après plusieurs semaines de retard, est inauguré le dark ride Derren Brown's Ghost Train, un parcours scénique en partenariat avec le magicien Derren Brown,. La même année, le parc est réorganisé en huit quartiers appelés "island territories".
En 2017, Slammer, dernier modèle de Sky Swat en activité, est définitivement fermé, notamment à la suite de problèmes techniques répétés. L'attraction n'a à ce jour pas été démolie et est toujours présente sur le parc. Sa file d'attente est notamment utilisée par le Black Mirror Labyrinth puis par la maison hantée temporaire Dead Beat. La même année, l'attraction Derren Brown's Ghost Train est déjà modifiée face aux nombreuses critiques reçues depuis son ouverture, et réouvre sous le nom de Derren Brown's Ghost Train : Rise of the Demon.
En 2018, la montagne russe X:/No way out est rethématisée autour de la série The Walking Dead, poursuivant le choix de Thorpe Park de thématiser ses attractions sur des licences d'horreur, après l'ouverture à succès en 2009 de Saw - The Ride. La même année, le mauvais état du bateau sur lequel elle est située et notamment son incapacité à supporter un poids trop lourd entraine la fermeture de la maison hantée Saw Alive. Elle sera définitivement supprimée en 2022.
En 2019, le compte Twitter officiel du parc confirme, le 20 février, la fermeture définitive de l'attraction Loggers Leap, un parcours de bûches qui avait ouvert en 1989, mais qui n'était déjà plus en activité depuis 2015.

### Pandémie et nouvelle montagne russe (années 2020)
En 2020, Thorpe Park annonce le 25 février l'ouverture imminente de Black Mirror Labyrinth, dans un bâtiment accolé à ceux de The Walking Dead : The Ride et de Derren Brown's Ghost Train. L'ouverture est cependant reportée en 2021 des suites de la pandémie de COVID-19. Comme la plupart des parcs à thème, le parc est alors fermé une grande partie de l'année 2020 ou est ouvert avec une jauge limitée, entrainant une chute de la fréquentation à 600 000 visiteurs. 
En 2023, l'attraction Derren Brown's Ghost Train est modifiée, abandonnant le partenariat et les références à Derren Brown, tandis que le Black Mirror Labyrinth est fermé. Le bâtiment sera utilisé pour la maison hantée temporaire Dead Beat.
En 2024 sont inaugurées le 24 mai de nouvelles montagnes russes, les premières depuis l'ouverture de The Swarm en 2012. Il s'agit de Hyperia, les plus hautes et les plus rapides montagnes russes du Royaume-Uni. L'attraction connait cependant d'importantes difficultés techniques durant les premiers mois d'exploitation : elle ferme une première fois pendant deux semaines, dès le lendemain de son ouverture, avant de fermer une deuxième et une troisième fois, à chaque fois pendant plusieurs jours. Durant la saison d'Halloween, l'attraction ne fonctionne qu'avec un seul train, entrainant des temps d'attente très importants. La saison 2024 voit également une refonte de certaines parties du parc, puisque la thématisation Angry Birds est abandonnée, la zone concernée étant rethématisée en Big Easy Boulevard,. Le cinéma 4D prend alors le nom de Sunset Cinema tandis que les auto-tamponneuses sont renommées Big Easy Bumpers. La thématisation de Detonator est également modifiée.

## Quartiers
Depuis 2016, Thorpe Park est divisé en quartiers appelés "island territories". Un nouveau quartier est ajouté en 2024, Fearless Valley. À partir du dôme d'entrée du parc et dans le sens des aiguilles du montre, les 9 quartiers sont les suivants :
- Port and Basecamp est la zone qui comprend le pont et le dôme de l'entrée.
- Lost City, à gauche de l'entrée, contient Colossus, Rush, Quantum, Vortex et Zodiac.
- Old Town, à l'ouest du parc, contient notamment Saw - The Ride.
- Fearless Valley, zone créée en 2024 à l'extreme ouest du parc, sur une ancienne partie de Old Town, pour accueillir la montagne russe Hyperia[36].
- The Dock Yard (précédemment nommée "The Depot" et "Thorpe Junior"). Il s'agit de la petite place située relativement au centre du parc, immédiatement à la sortie du Ghost Train et qui inclut la montagne russe voisine The Walking Dead : The Ride.
- Big Easy Boulevard, au nord du parc, issu de l'ancien quartier Angry Birds Land.
- The Jungle contient Nemesis Inferno, Rumba Rapids, Mr Monkey's Banana Ride et un restaurant urbain. C'est la zone la plus au nord du parc.
- Amity (précédemment "Model World ", "Amity Speedway" puis "Amity Cove"[37]) a ouvert avec le Tidal Wave et comprend maintenant également Stealth, Depth Charge, Wet Wet Wet, Amity Beach et Storm Surge. C'est un quartier relativement vaste et situé au centre du parc.
- Swarm Island a ouvert simultanément a son unique attraction The Swarm. Il s'agit d'un quartier disposant de son propre ile, située tout à l'est du parc.

### Port and Basecamp

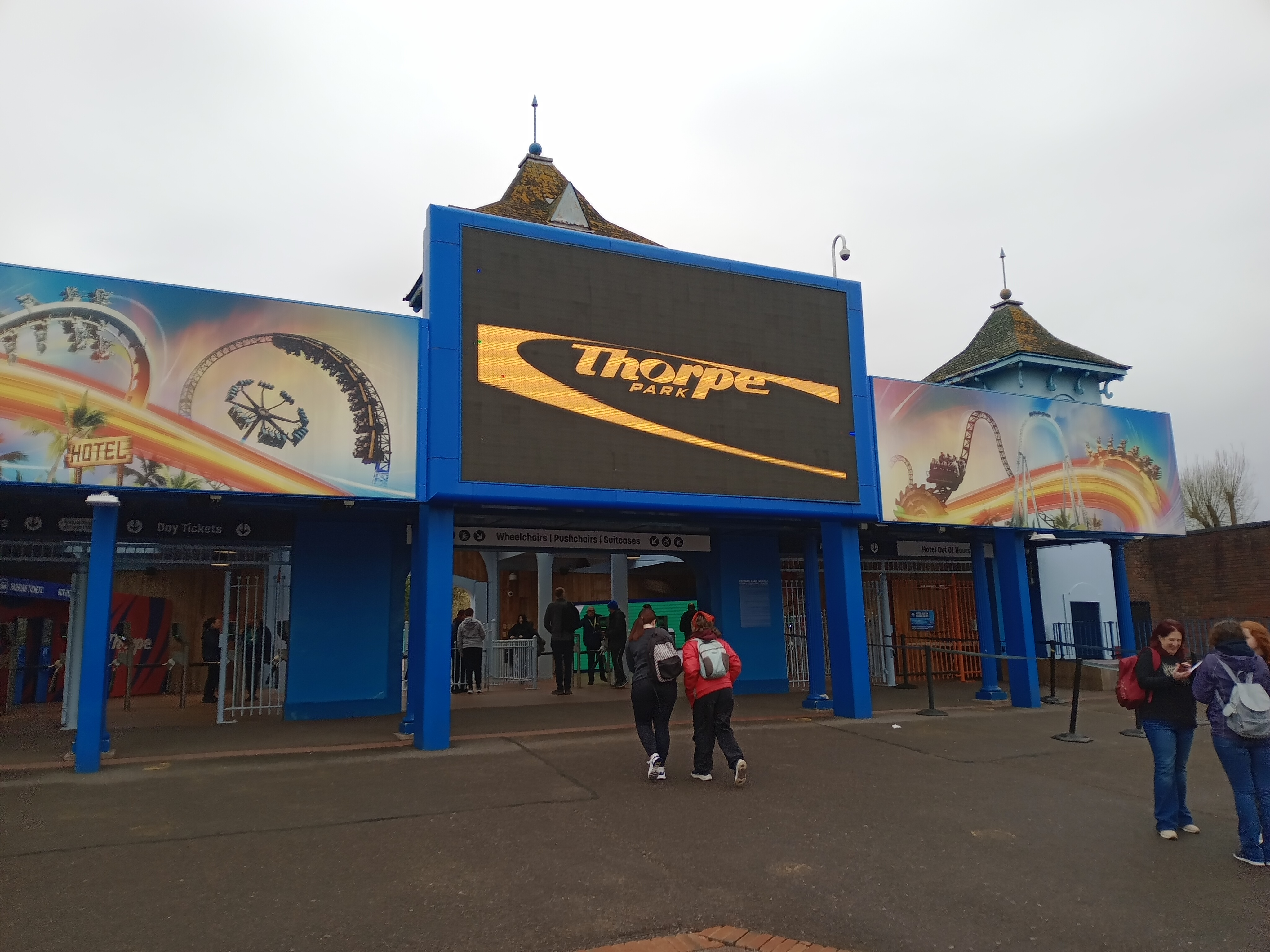
Entrée du parc, juste avant le pont menant au dôme

La zone Basecamp contient notamment les guichets d'entrée pour le parc et le ponton permettant d'y accéder. Ce chemin mène les visiteurs jusqu'au dôme qui est le centre du parc, lequel contient le restaurant Vibes Bar & Kitchen, une zone de jeu d'arcade, un café, des toilettes, des casiers, des magasins de souvenirs, les bureaux de service client, le centre de premier secours, un point photo et des zones pour le personnel.
Le dôme était précédemment connu sous le nom "Port Atlantis" avec un thème sous-marin sur Atlantis. La plupart des effets et décorations sous-marine ont commencé à être supprimés lors du rachat par Merlin et ont complètement disparu lorsqu'il a changé de nom.
Le dôme reste ouvert en dehors des heures d'ouverture du parc, notamment pour offrir un restaurant aux clients du Thorpe Shark Cabins, y compris pour le petit-déjeuner.

### Lost City

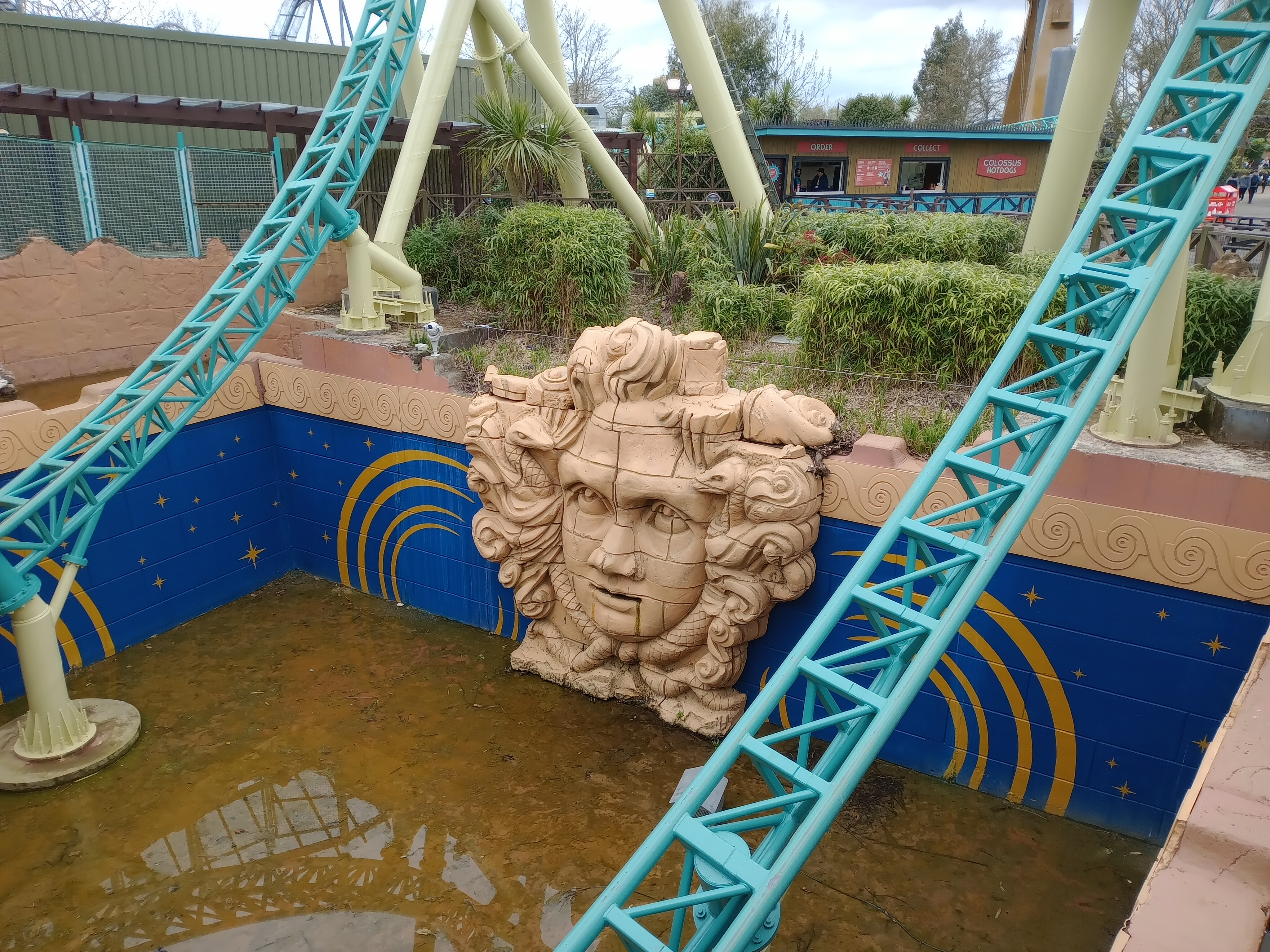
Détail des décors de la montagne russe Colossus, reflétant la thématisation de la zone Lost City

Le thème de Lost City sont les ruines d'une ancienne civilisation avec comme attraction la montagne russe Colossus, l'attraction principale du quartier qui a ouvert ses portes en 2002. Le quartier avait déjà été ouvert en 2001 avec Vortex et Zodiac comme seule attraction de la zone. En 2003, Quantum une attraction de type tapis volant a ouvert ses portes. En 2005, c'est 'attraction Rush qui ouvre ses portes.
La zone comprend les points de restauration Doughnut Time, Tacotaria Express, Colossus Dogs et Donut Factory, ainsi que la boutique Colossus Shop.

### Old Town
Anciennement connue sous le nom de "Canada Creek", la zone change de thème et de nom pour l'ouverture de son actuelle attraction principale Saw - The Ride, un Euro-Fighter de 30 m de haut. L'attraction est thématisée sur la saga de films d'horreur SAW, et une boutique sur le mème thème y est associée.

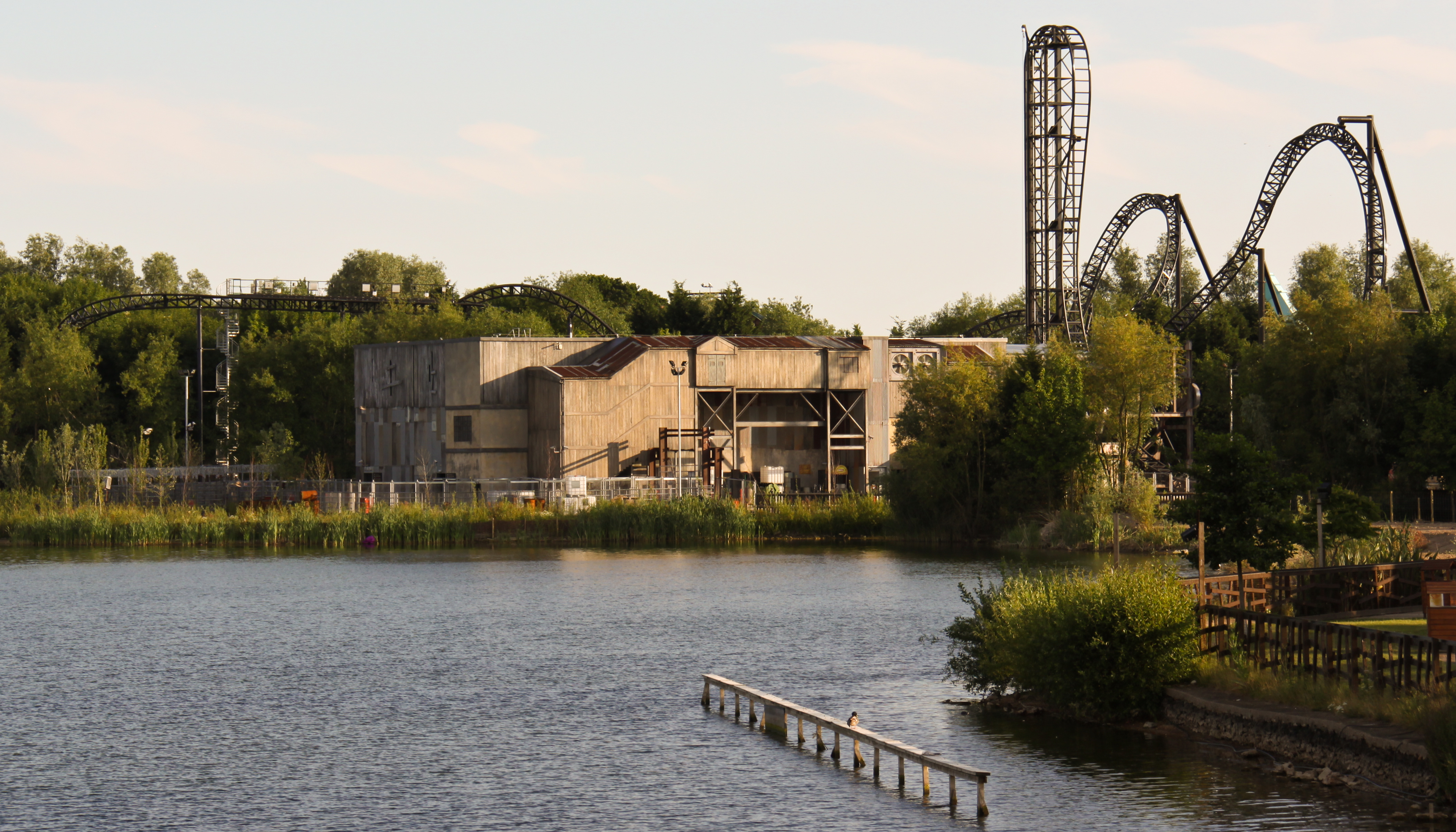
Vue sur la zone Old Town et notamment la montagne russe Saw The Ride

Sous son ancien thème, le quartier était la place centrale devant le Loggers Leap, une attraction de type bûches, ouvert en 1989. Logger's Leap a été mis en hors service depuis 2015 et fermé définitivement depuis 2019. Il a également accueilli les attractions Timber Tug Boat et Lumber Jump, toutes les deux des attractions destinées aux enfants qui ont été relocalisée depuis Weymouth SeaLife Adventure Park and Marine Sanctuary. En 2021, Lumber Jump a été déplacé dans le quartier Amity sous le nom de High Striker, tandis que Timber Tug Boat a fermé. L'attraction Black Mirror Labyrinth, ouverte en 2021 et fermée en 2024, s'y trouvait également.
L'autre attraction de la zone est Samurai, relocalisée dans le parc depuis Chessington World of Adventures en 2004.
Le quartier est également le lieu d'accueil de Slammer, un S&S Sky Swat, lequel est toujours actuellement sur place mais a été annoncé comme définitivement fermé, après avoir été mis hors service depuis 2017.
Le quartier a été réduit afin de laisser place au nouveau quartier Fearless Valley, qui a notamment récupéré le Burger King.

### Fearless Valley
Quartier ouvert en 2024 pour accueillir la nouvelle attraction Hyperia, une montagne russe de 71m, la plus haute du Royaume-Uni. La zone comporte également deux points de restauration : un Burger King et un stand de desserts, Cloud 9 Treats. Elle comprend enfin une boutique, Hyporium. Elle ne dispose de quasiment aucun élément de thématisation, même si l'histoire de l'attraction est centrée sur une divinité ancienne qui aurait affronté ses peurs,.

### The Dock Yard

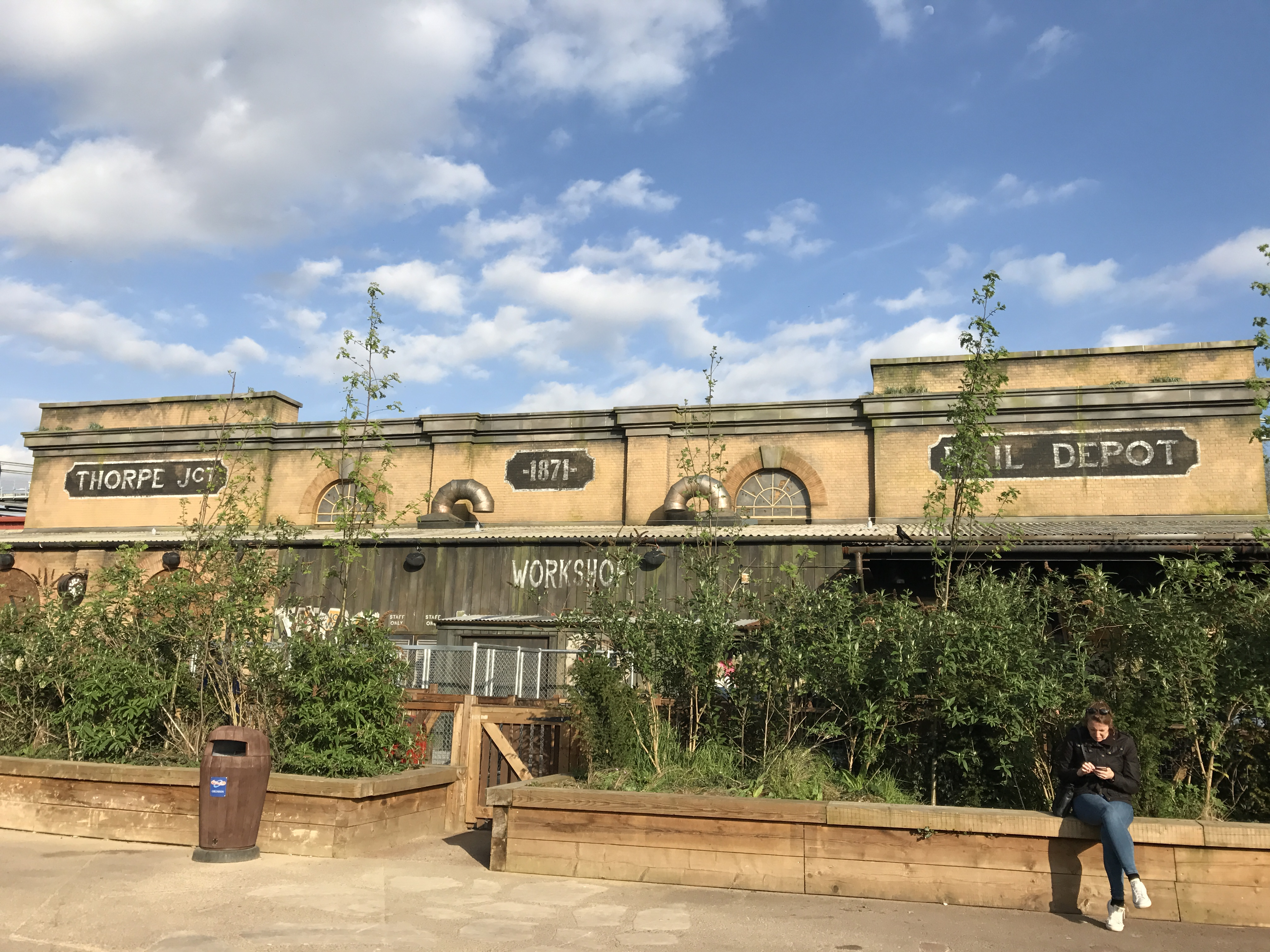
Extérieur de l'attraction Ghost Train, dans la zone The Dock Yard.

Ce quartier est principalement la place qui se trouve devant le Ghost Train, un parcours scénique intérieur, mais également à côté de The Walking Dead : The Ride une montagne russe intérieure. Le quartier a le thème d'une zone industrielle. Il comprend les points de restauration Apple Fries, Cadbury Chocolate Lodge, Camden Junction Bar, Last Call Café, The Grill et The Veggie Box, ainsi que la boutique Ghost Train Shop.

### Big Easy Boulevard
Rethématisation lors de la saison 2024 de l'ancienne zone Angry Birds Land, ouverte en mai 2014 sur le thème du jeu mobile du même nom.
Le thème est désormais celui d'une rue de La Nouvelle Orléans et comprend le cinéma 4D Sunset Cinema, la tour de chute Detonator, les auto-tamponneuses Big Easy Bumpers et manège de type tasses, Dobble Tea Party. Sont également présents les points de restauration Boulevard Bites, Candypips ainsi qu'un Burger King.

### The Jungle

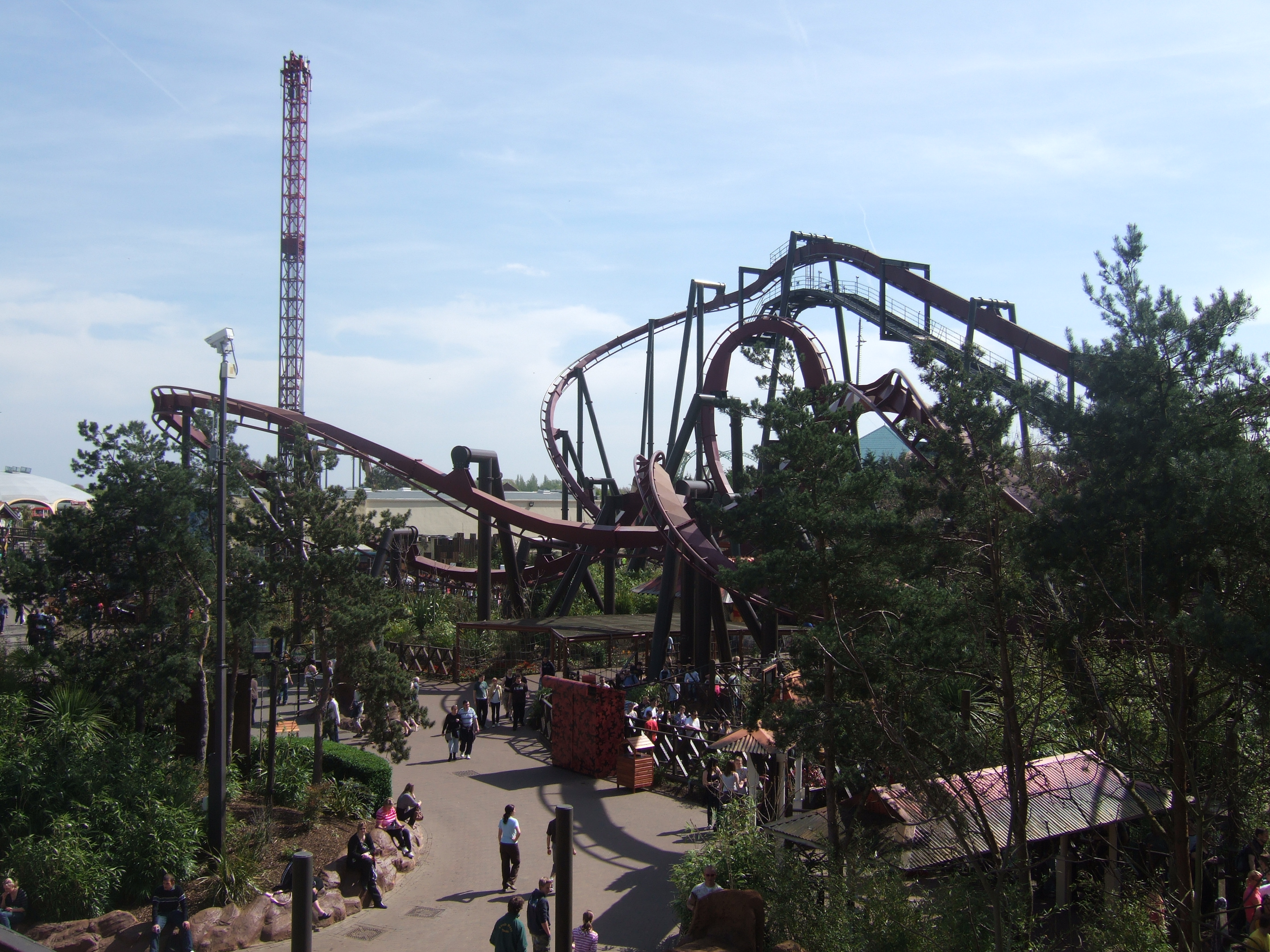
Nemesis Inferno dans la zone The Jungle.

Les principales attractions de cette zone sont Nemesis Inferno, une montagne russe inversée de Bolliger & Mabillard thématisée sur les volcans, et Rumba Rapids une attraction de type bouées. Le quartier était précédemment nommé "Calypso Quay" puis "Ranger County". Il contient également le Mr Monkey's Banana Ride, un petit bateau pirate, ainsi que les restaurants Inferno's Pizza & Pasta buffet et Bubble & Spice Kitchen. La boutique Inferno Shop s'y trouve aussi.
En 2019, Jungle Escape, une expérience d'escape room a ouvert en lieu et place de I'm a Celebrity... Maze. L'expérience n'était pas incluse dans le billet d'entrée et a fermé en 2020.

### Amity

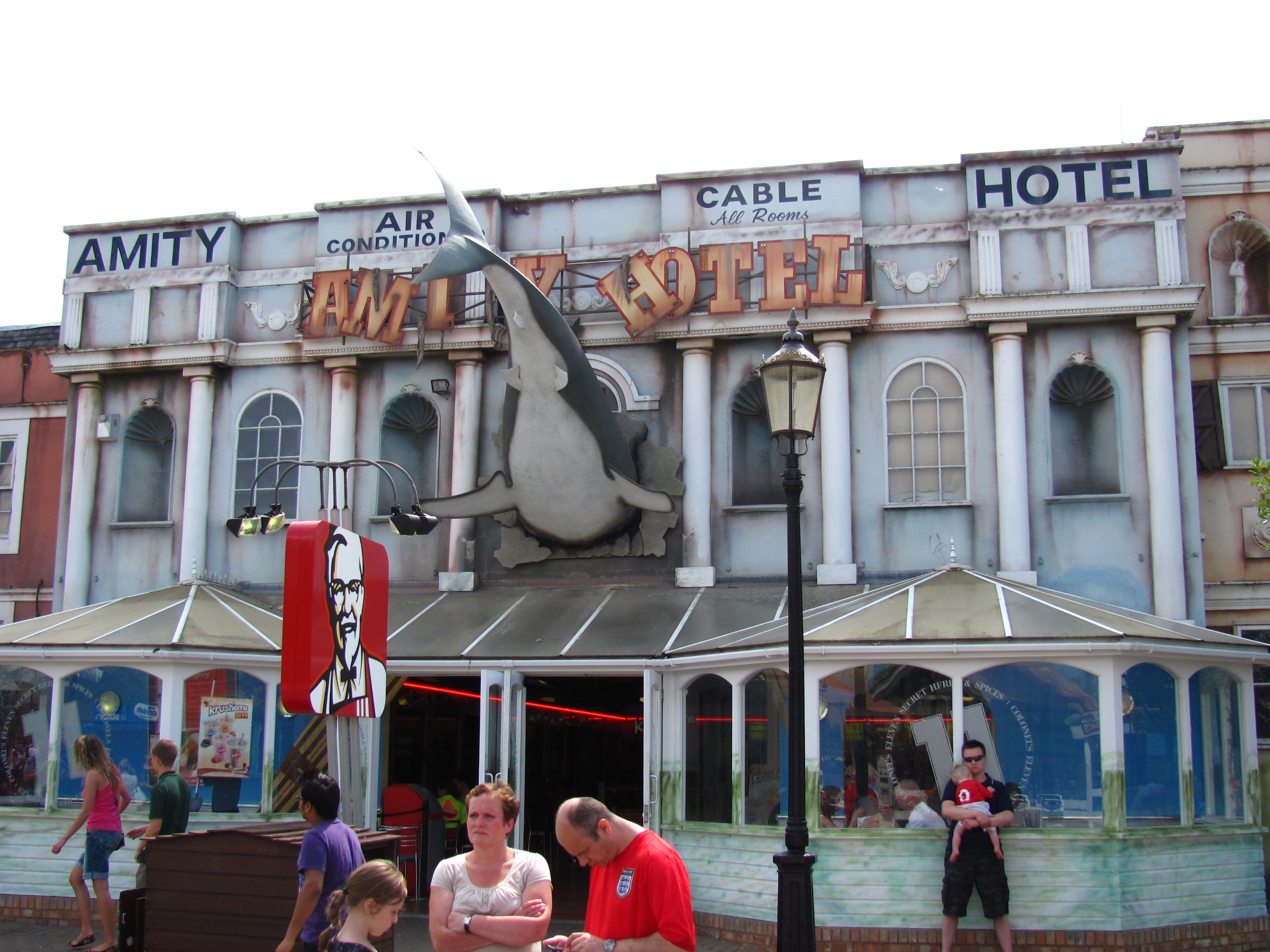
Quartier dAmity

Amity a été créée comme une réplique d'un village de pêcheurs américains des années 1950, victime d'un tsunami. D'où son ouverture en 2000 avec le Tidal Wave, un shoot the chute. Il était précédemment appelé Amity Cove et est toujours nommé ainsi sur les panneaux directionnels. Le quartier a été agrandi en 2006 avec Stealth qui était l'ancien Amity Speedway qui fut retracé. Le quartier a ensuite récupéré les attractions de l'ancien quartier familial "Neptune's Beach", Depth Charge et Amity Beach, le mini parc aquatique extérieur.
Il comprend également l'attraction de l'ancien quartier "European Park", Flying Fish. Flying Fish était d'abord construit derrière Tidal Wave, mais a été déplacé à sa place actuelle à la suite de la construction de Stealth. En 2011, l'attraction de rafting Storm Surge est déplacée depuis Cypress Gardens (puis renommé Legoland Florida) en Floride aux États-Unis. Storm Surge a donc été déplacé et reconstruit sur le site de l'Octopus Garden.
Il accueille depuis 2021 l'attraction High Striker, anciennement située dans la zone Old Town sous le nom de Lumber Jump.
La zone comprend également les points de restauration Amity Burger King, Amity Kebabs, Churros Waffle Coffee, Donut Factory, KFC et Sombrero's Street Food, ainsi que la boutique The Megastore.

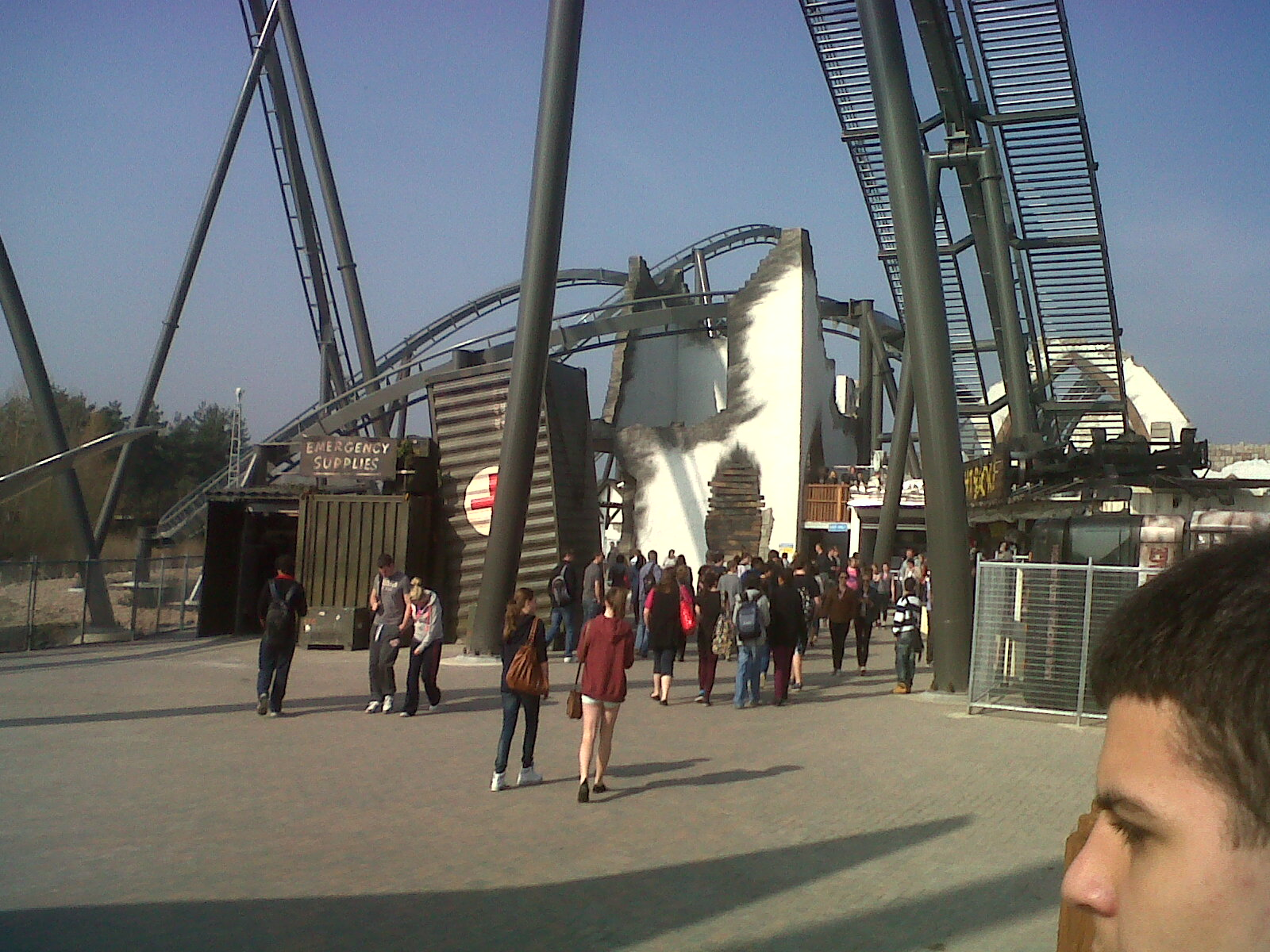
La zone devant la montagne russe The Swarm.

### Swarm Island
Swarm Island est la place située devant The Swarm, un wing-rider de Bolliger & Mabillard, ouvert en 2012. Le quartier a été construit sur une zone anciennement occupée par un lac. Le quartier est thématisé sur une apocalypse créée par l'invasion des aliens avec un OVNI qui se serait écrasé. On y trouve également la boutique Swarm Supplies.

## Les attractions

### Les montagnes russes
| Nom                        | Type                   | Ouverture   | Zone du parc    | Constructeur         | Autres informations |
| -------------------------- | ---------------------- | ----------- | --------------- | -------------------- | --- |
| Hyperia                    | Hyper montagnes russes | 2024        | Fearless Valley | Mack Rides           | La plus haute (71m) et la plus rapide (128km/h) montagne russe du Royaume-Uni. Taille min. 130 cm |
| The Swarm                  | Wing Coaster           | 2012        | Swarm Island    | Bolliger & Mabillard | Le premier Wing Coaster de Grande-Bretagne ouvert en 2012. Taille nécessaire min 140 cm et max 195 cm. |
| Saw - The Ride             | Euro-Fighter           | 2009        | Old Town        | Gerstlauer           | Montagnes russes sur le thème des films Saw. Elle a été présentée comme la première montagne russe inspirée par un film d'horreur. Taille min. 140 cm |
| Stealth                    | Lancée                 | 2006        | Amity           | Intamin              | Montagnes russes de 62 m de haut avec un lancement de 0 à 128 km/h en 1,9 secondes. C'est le deuxième plus grand grand huit du Royaume Uni, après Hyperia situé dans le même parc, et dispose d'une vitesse maximale similaire à ce dernier. À la suite de la fermeture de Do-Dodonpa, il devient le grand huit avec l'accélération la plus rapide du monde. Il est sur le thème d'une course de dragsters des années 1950. Taille nécessaire : min 140 cm max 195 cm |
| Nemesis Inferno            | Inversé                | 2003        | The Jungle      | Bolliger & Mabillard | Montagnes russes inversées ouvertes en 2003, d'après le nom de Nemesis à Alton Towers. Il a pour thème les volcans. Taille min. 140 cm |
| Colossus                   | Assise                 | 2002        | Lost City       | Intamin              | Montagne russe sur le thème d'une civilisation perdue. Taille 140 cm à 195 cm |
| The Walking Dead: The Ride | Assise                 | 1996 (2018) | The Dock Yard   | Vekoma               | Situé au centre de Thorpe Park à l'intérieur d'une pyramide. Crée sur le thème de la série télévisée Walking Dead. Connu précédemment sous le nom de X:/No Way Out. Taille min. 140 cm |
| Flying Fish                | E-Powered              | 1984 (1990) | Amity           | Mack Rides           | Ouverte en 1984 comme une montagne russe d'intérieur nommée Space Station Zero. Il a été déplacé à l'extérieur en 1990, à la place anciennement occupée par Stealth. Il a rouvert dans la zone Amity en 2007. Taille min 90 cm. |

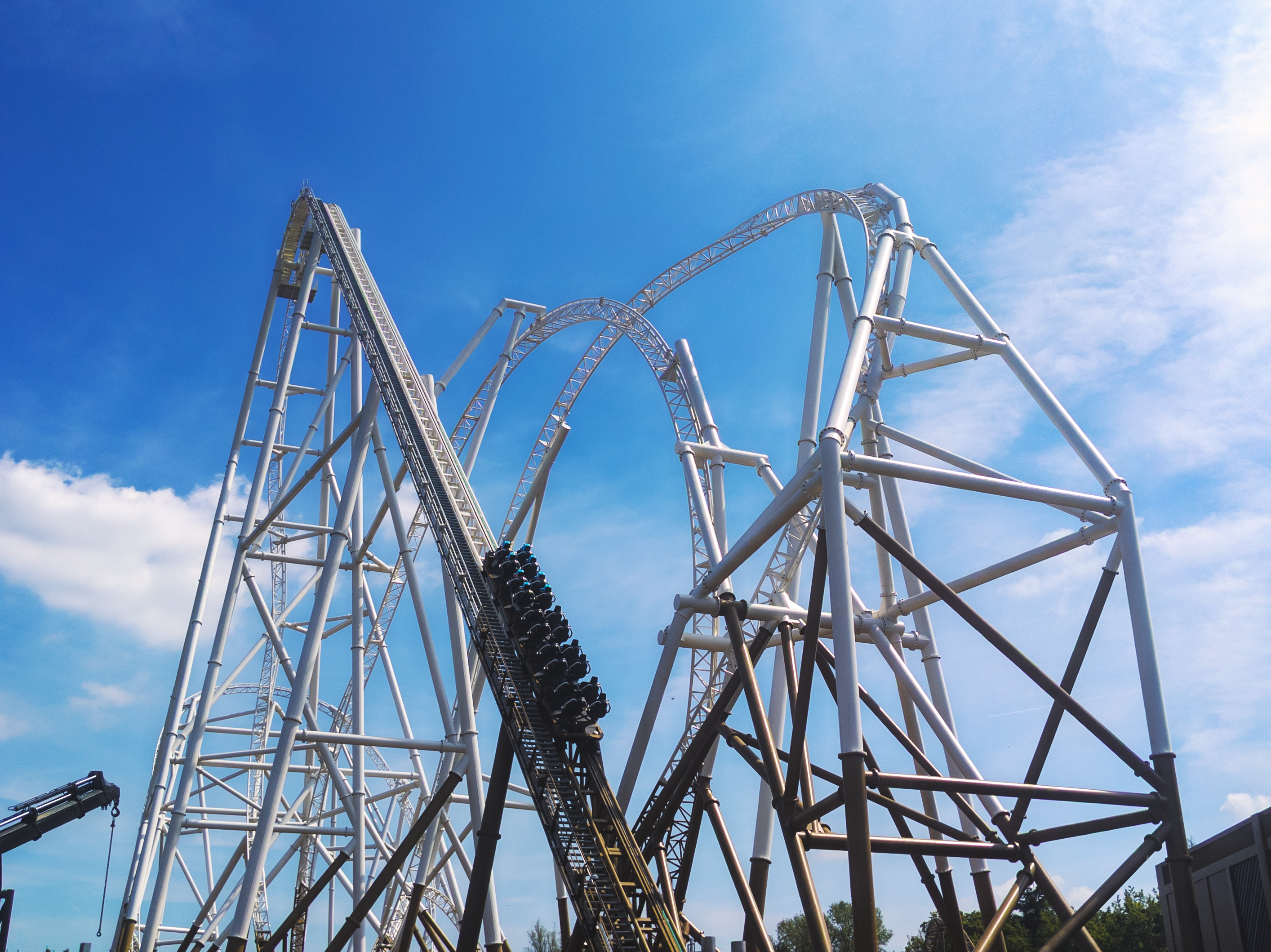
Hyperia
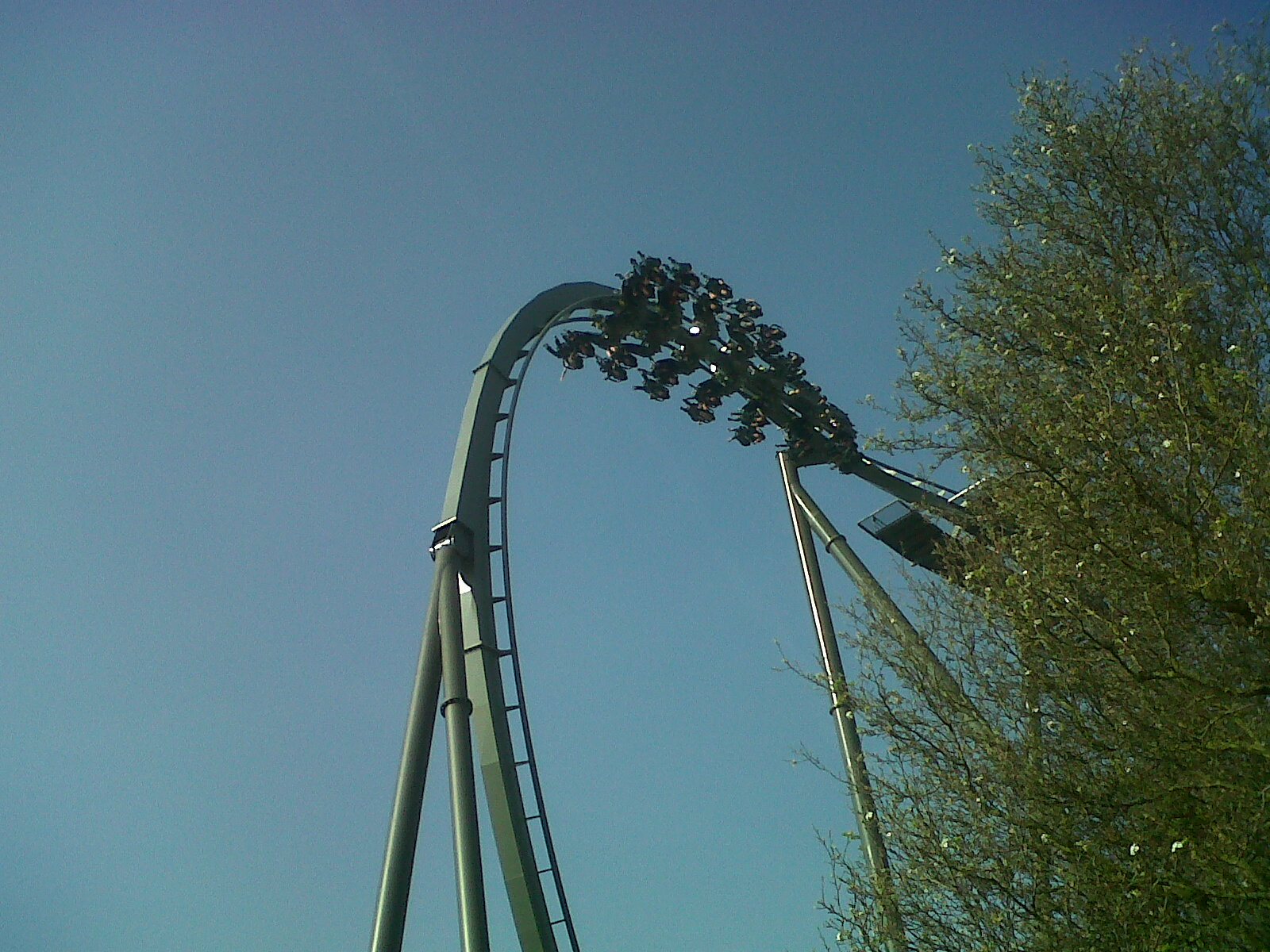
The Swarm
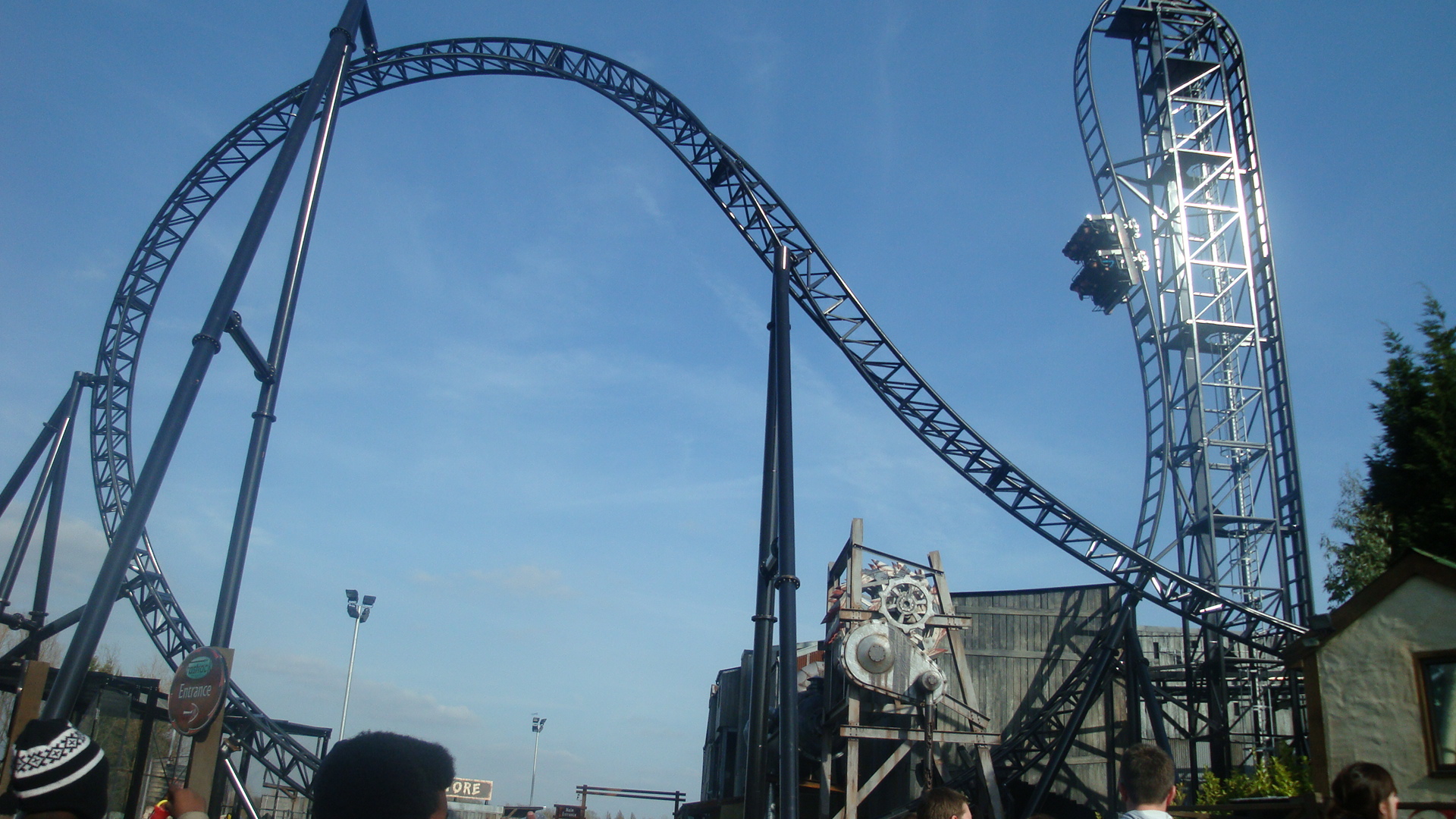
SAW- The Ride
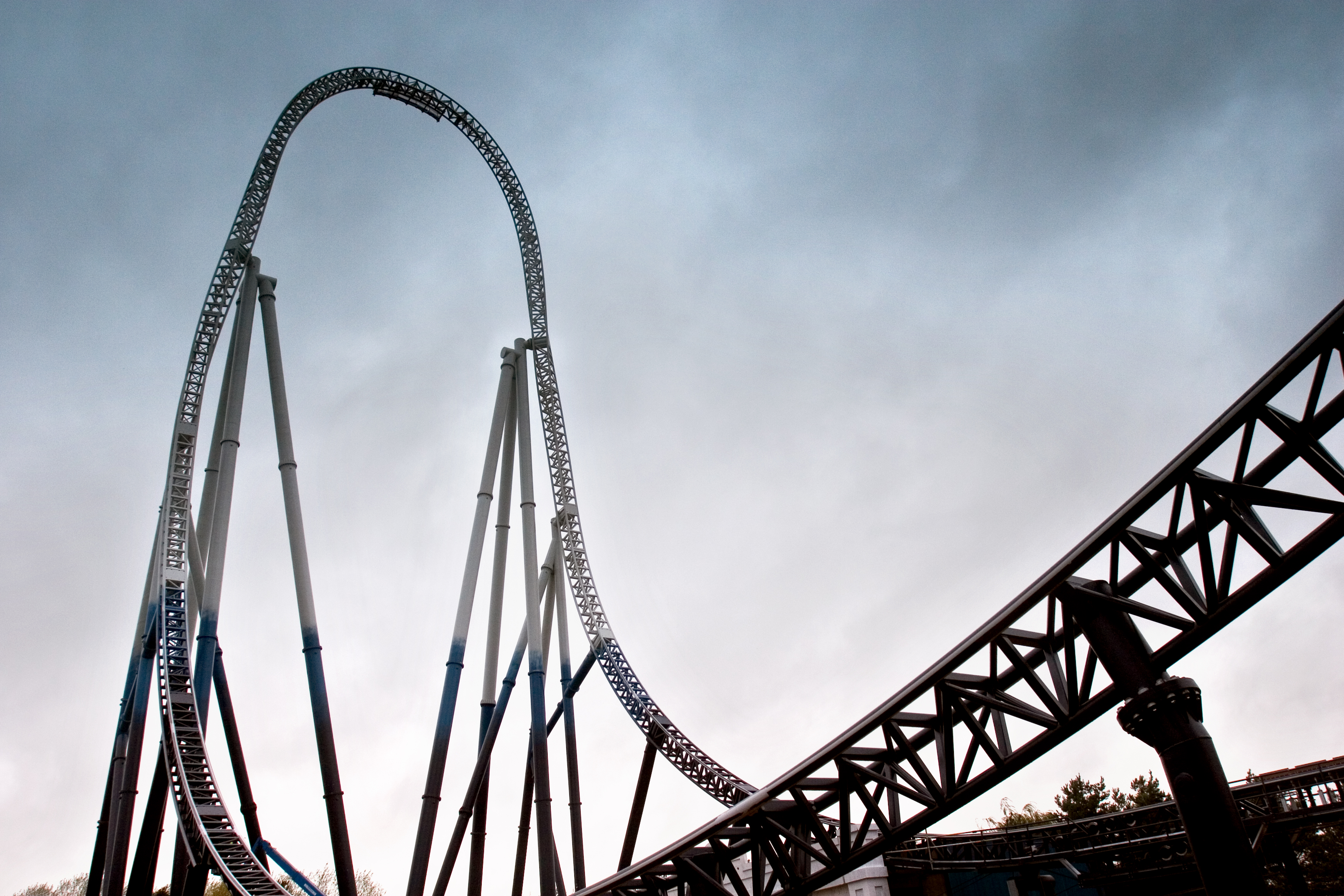
Stealth
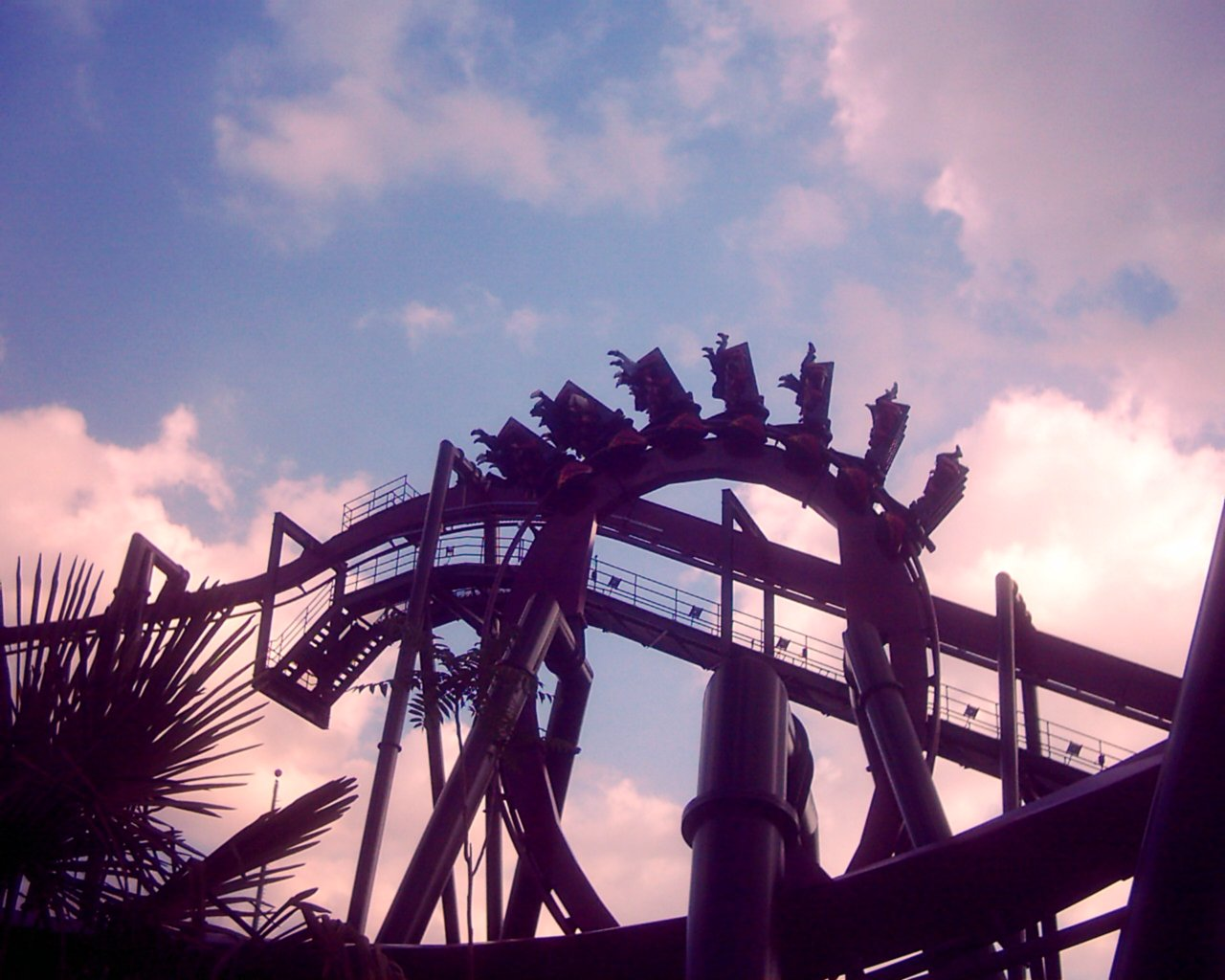
Nemesis Inferno
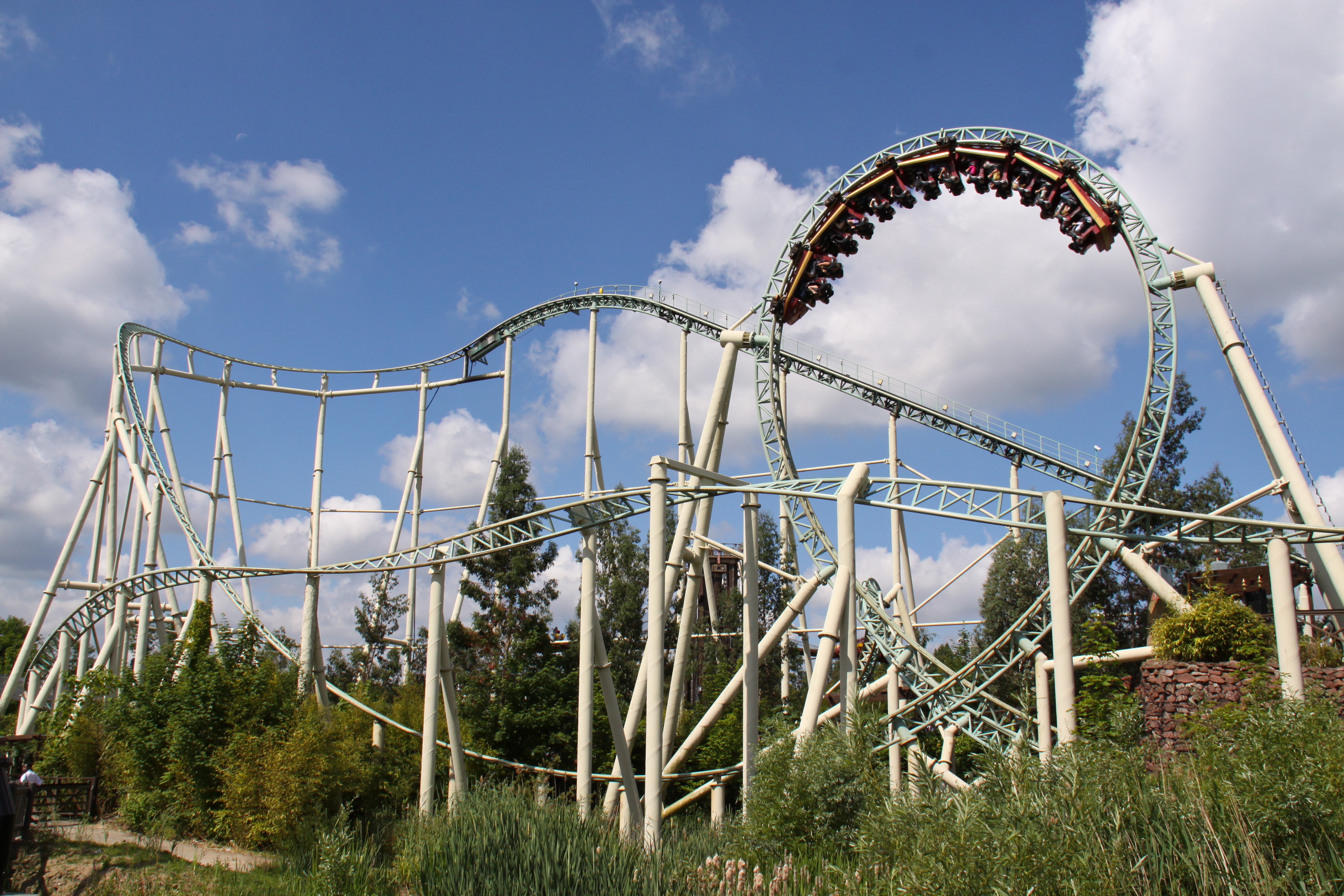
Colossus
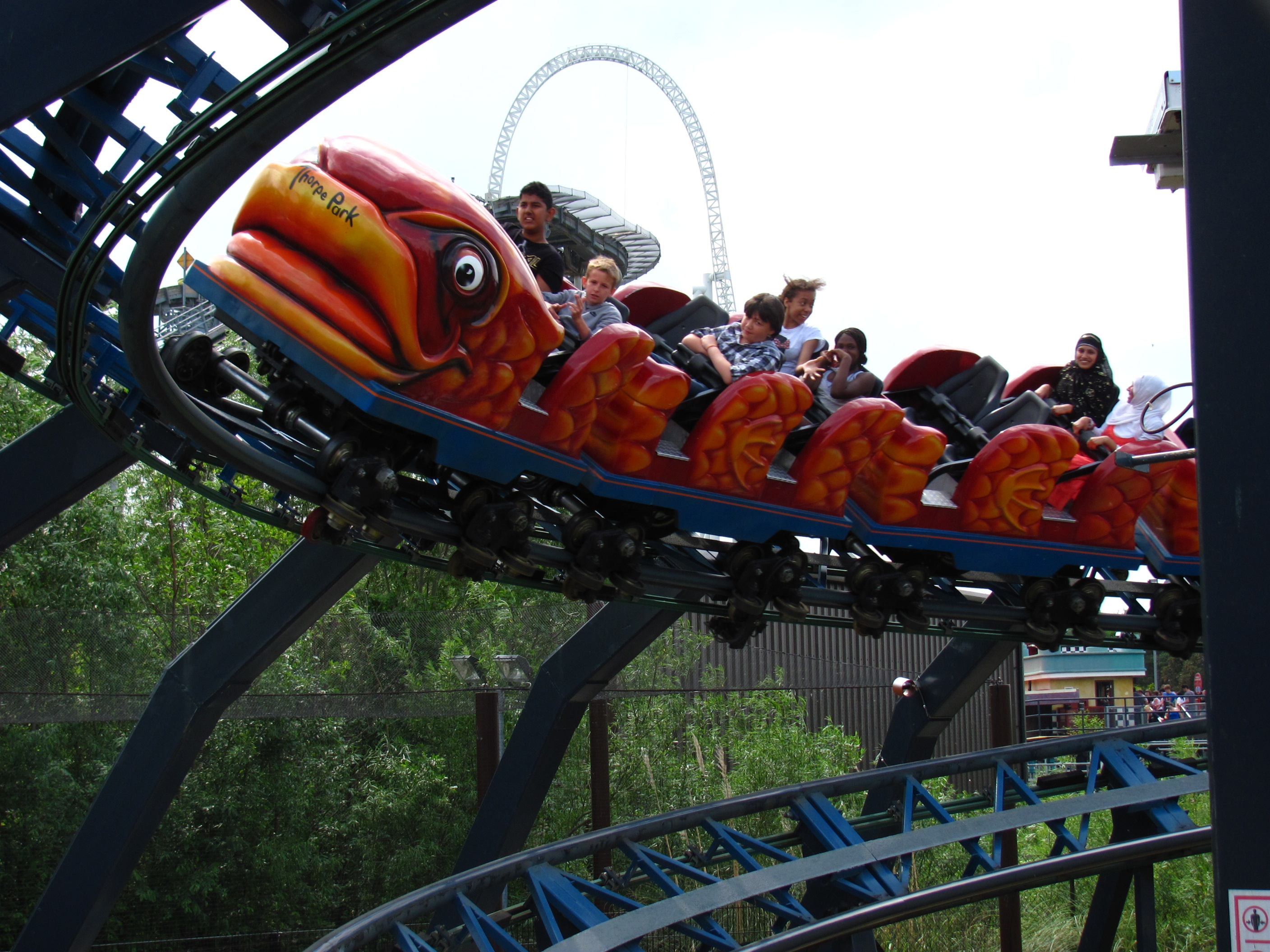
Flying Fish
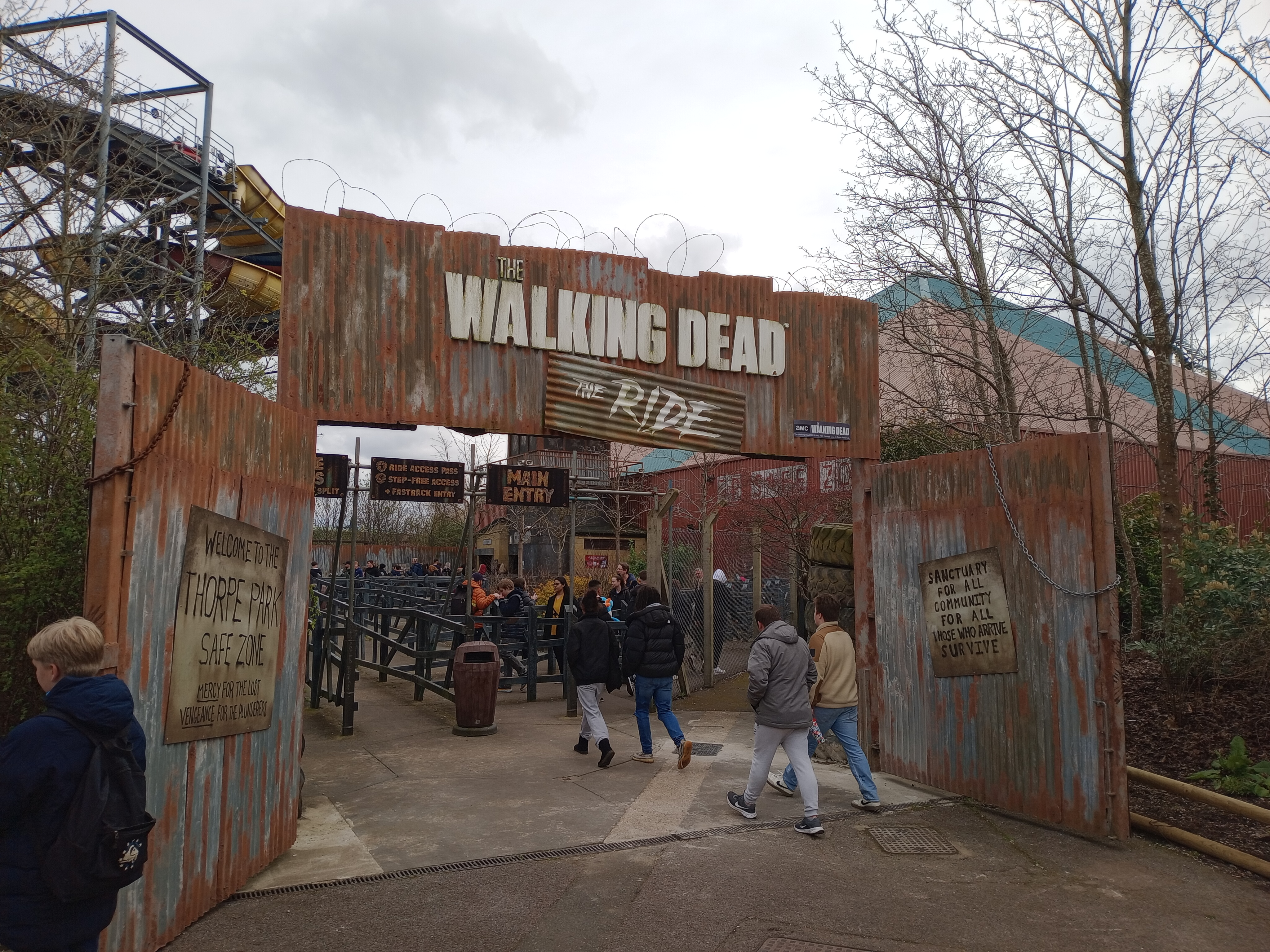
The Walking Dead : The Ride

### Attractions aquatiques
| Nom          | Type                      | Ouverture | Secteur    | Constructeur     | Autres information |
| ------------ | ------------------------- | --------- | ---------- | ---------------- | --- |
| Storm Surge  | Rivière sauvage en bouées | 2011      | Amity      | White Water West | L'attraction possède un ascenseur de 19,5 m après quoi les bouées glissent dans une spirale. Délocalisée depuis Cypress Gardens lorsque Merlin a racheté le parc et renommé Legoland Florida.                      |
| Tidal Wave   | Shoot the Chute           | 2000      | Amity      | Hopkins Rides    | Lorsque l'attraction fut ouverte en 2000 c'était l'attraction aquatique la plus haute d'Europe. L'attraction a eu de nombreux sponsors comme Dr. Pepper ou Oasis. Taille min. 120 cm                               |
| Depth Charge | Toboggan aquatique        | 1991      | Amity      | NV Aquatic       | Ouvert comme était le premier toboggans à quatre pistes du Royaume-Uni. |
| Rumba Rapids | Rafting                   | 1987      | The Jungle | Intamin          | Ouverte en 1987 sous le nom Thunder River, il s'agit d'une des attractions les plus anciennes du parc. L'attraction a été sponsorisée par Ribena de 2002 à 2006. Elle n'est ouverte que durant la saison estivale. |

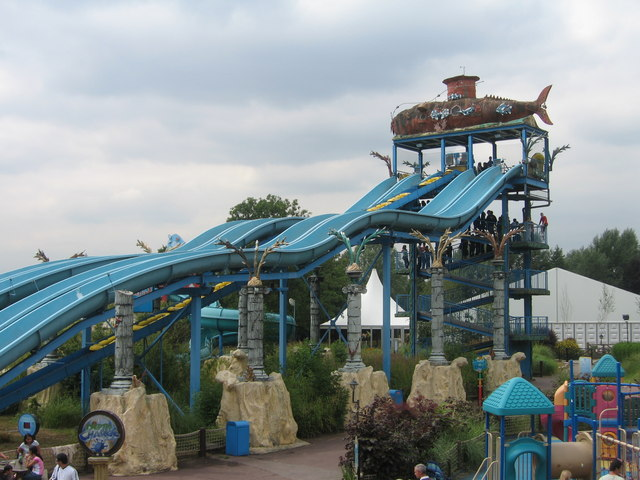
Depth Charge
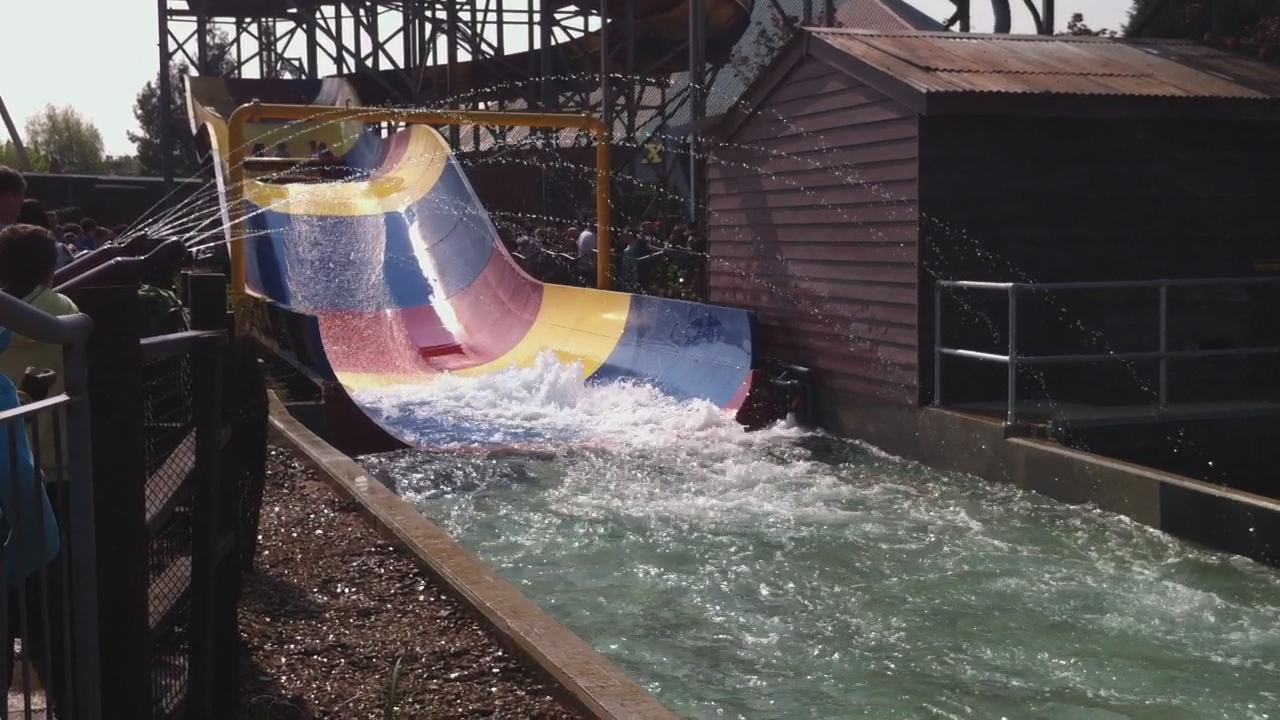
Storm Surge
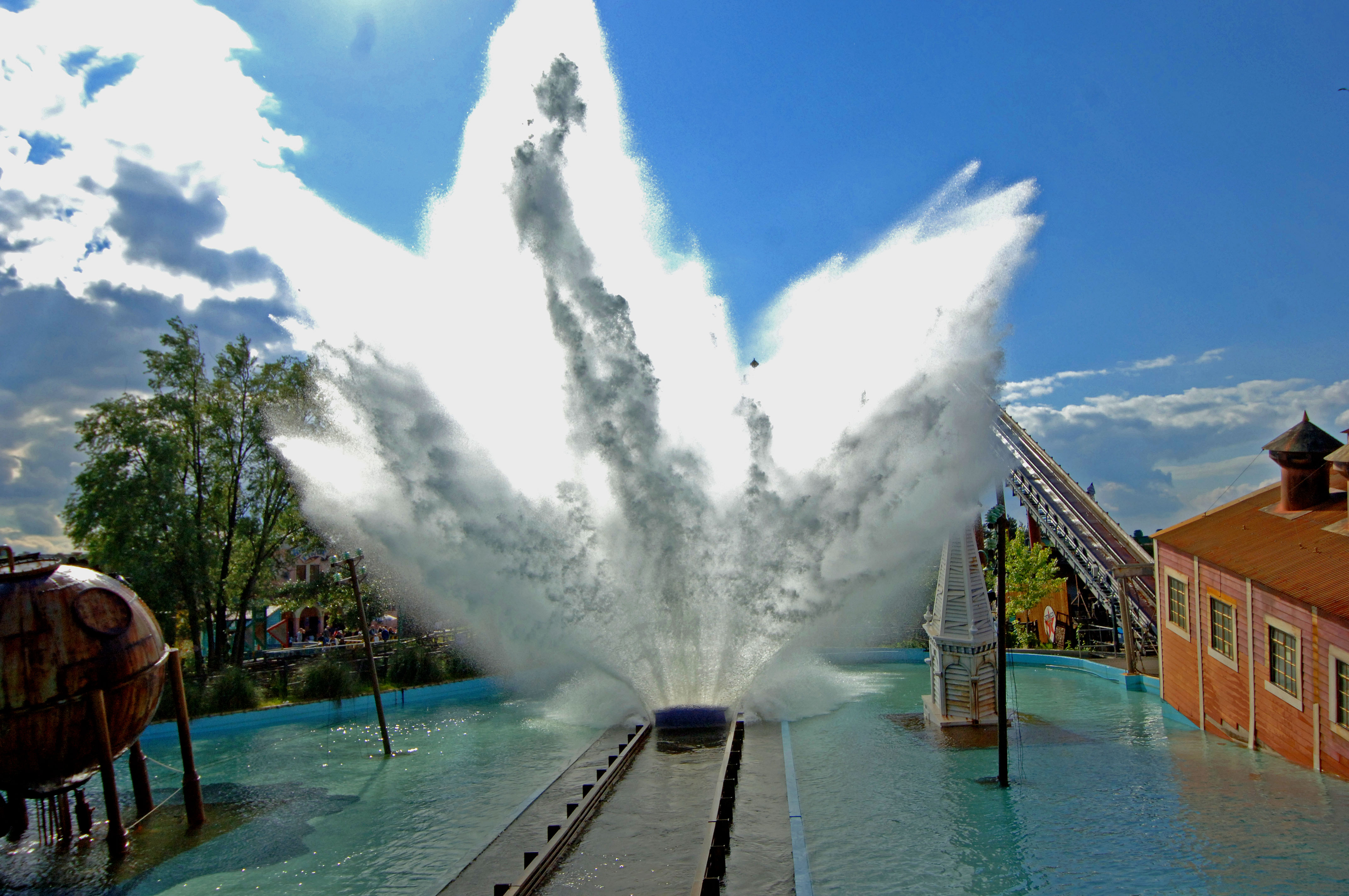
Tidal Wave
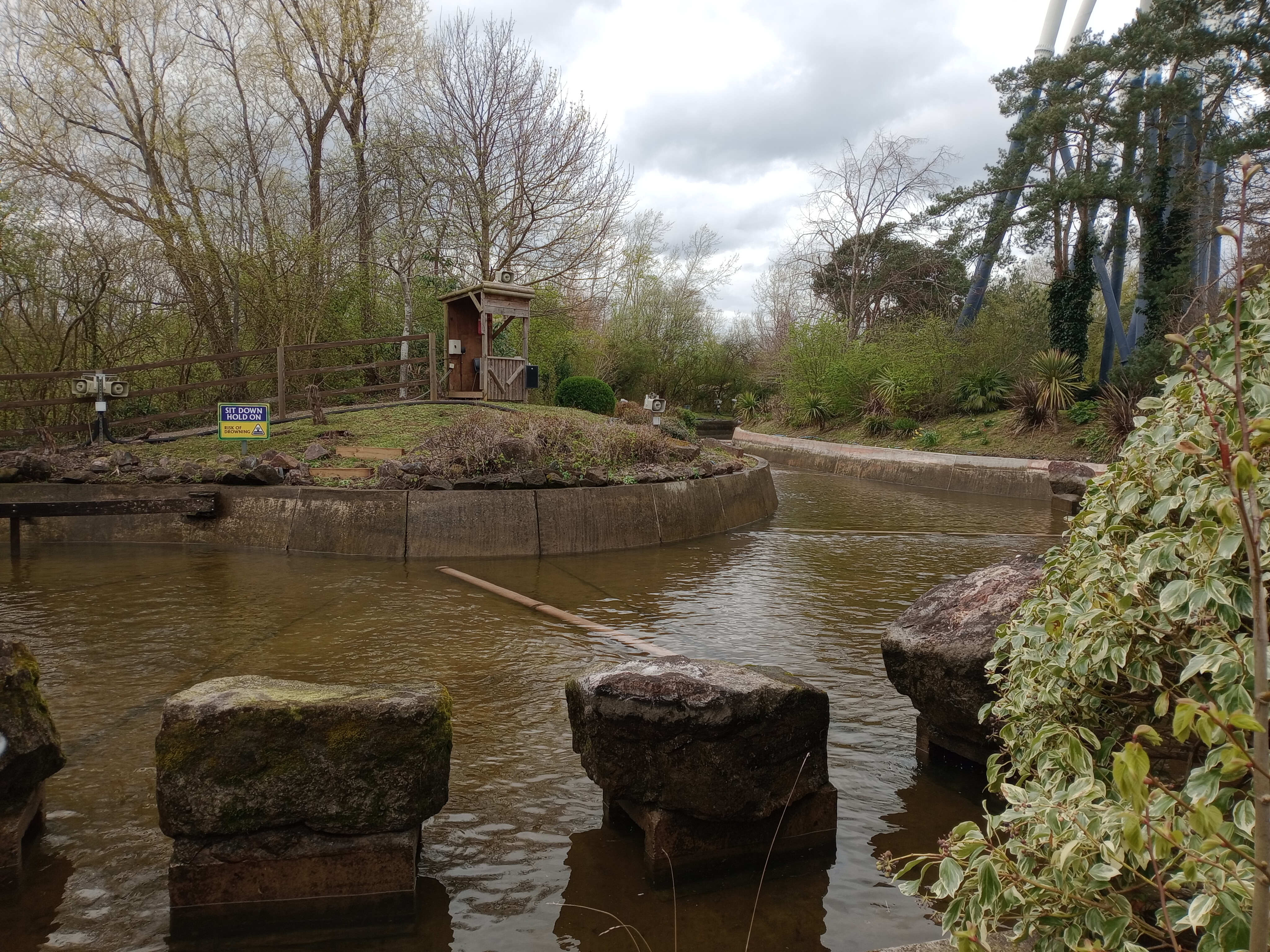
Rumba Rapids

### Autres attractions
| Nom                     | Type                                        | Ouverture | Secteur            | Constructeur                           | Autres information |
| ----------------------- | ------------------------------------------- | --------- | ------------------ | -------------------------------------- | --- |
| High Striker            | Tour de chute                               | 2017      | Amity              | Zamperla                               | Une tour de chute de Zamperla relocalisé depuis Weymouth Sea Life et ouvert en 2017. Précédemment nommée Lumber Jump et située dans la zone Old Town. Taille min 90 cm.                                                                                         |
| Ghost Train             | Parcours scénique                           | 2016      | The Dock Yard      | Intamin, Simworx et Figmen Productions | Attraction initialement élaborée en collaboration avec Derren Brown, sous le nom de Derren Brown's Ghost Train, avant de réouvrir sous son thème actuel en 2023.                                                                                                |
| Sunset Cinema           | 4D Cinema                                   | 2014      | Big Easy Boulevard | Simworx                                | Cinéma 4D présentant le film Ready Player One 4D lequel remplace les films Angry Birds 4D, Pirates 4D et Time Voyagers. Pendant la période Fright Nights en 2024, le film IT : the 4D Experience est projeté à partir de 15h.                                   |
| Big Easy Bumpers        | Autos tamponneuses                          | 2014      | Big Easy Boulevard | Bertazzon                              | Autos tamponneuse ouvertes en 2014, précédemment nommées King Pig's Wild Hog Dodgems. Taille min. 110 cm |
| Rush                    | Screamin' Swing                             | 2005      | Lost City          | S&S Worldwide                          | Vitesse maximale 64 km/h. C'est la seul attraction de ce type au Royaume-Uni. Taille min. 130 cm |
| Samurai                 | Top Scan                                    | 2004      | Old Town           | Mondial Rides                          | Délocalisé depuis Chessington World of Adventure Resort où il était exploité sous le même nom. L'attraction a été repeinte avant d'être déplacée à Thorpe Park. Taille min. 140 cm                                                                              |
| Quantum                 | Tapis volant                                | 2003      | Lost City          | Fabbri Group                           | Taille min. 120 cm |
| Detonator               | Tour de chute                               | 2001      | Big Easy Boulevard | Fabbri Group                           | Tour de chute de 35 m nommée précédemment Detonators. Ajoutée d'abord au parc comme une attraction temporaire, elle est finalement devenue définitive et est alors renommée pour l'ouverture de la zone Angry Birds en 2014. G-force max 5.5 Taille min 130 cm. |
| Vortex                  | Afterburner                                 | 2001      | Lost City          | KMG                                    | Ouverture en juin 2001. Taille min. 140 cm |
| Zodiac                  | Enterprise                                  | 2001      | Lost City          | Huss Park Attractions                  | Ouvert en 2001 avec sa délocalisation depuis Drayton Manor, où il était connu sous le nom de Cyclone. Taille min. 110 cm |
| Mr Monkey's Banana Ride | Bateau à bascule                            | 1994      | The Jungle         | Metallbau Emmeln                       | Un petit bateau pirate sur le thème de la banane. Taille min. 90 cm |
| Dobble Tea Party        | Tasses                                      | 1986      | Big Easy Boulevard | Mack Rides                             | Anciennement Storm in a Teacup et sponsorisée de 2011 à 2022 par Tetley. Désormais sponsorisée par Dobble. Taille min. 110 cm |
| Amity Beach             | Plage avec différentes piscine et toboggans | 1979      | Amity              |                                        | Nommée précédemment Fantasy Reef. Attraction ouverte de façon intermittente en fonction de la météo et de la saison. |

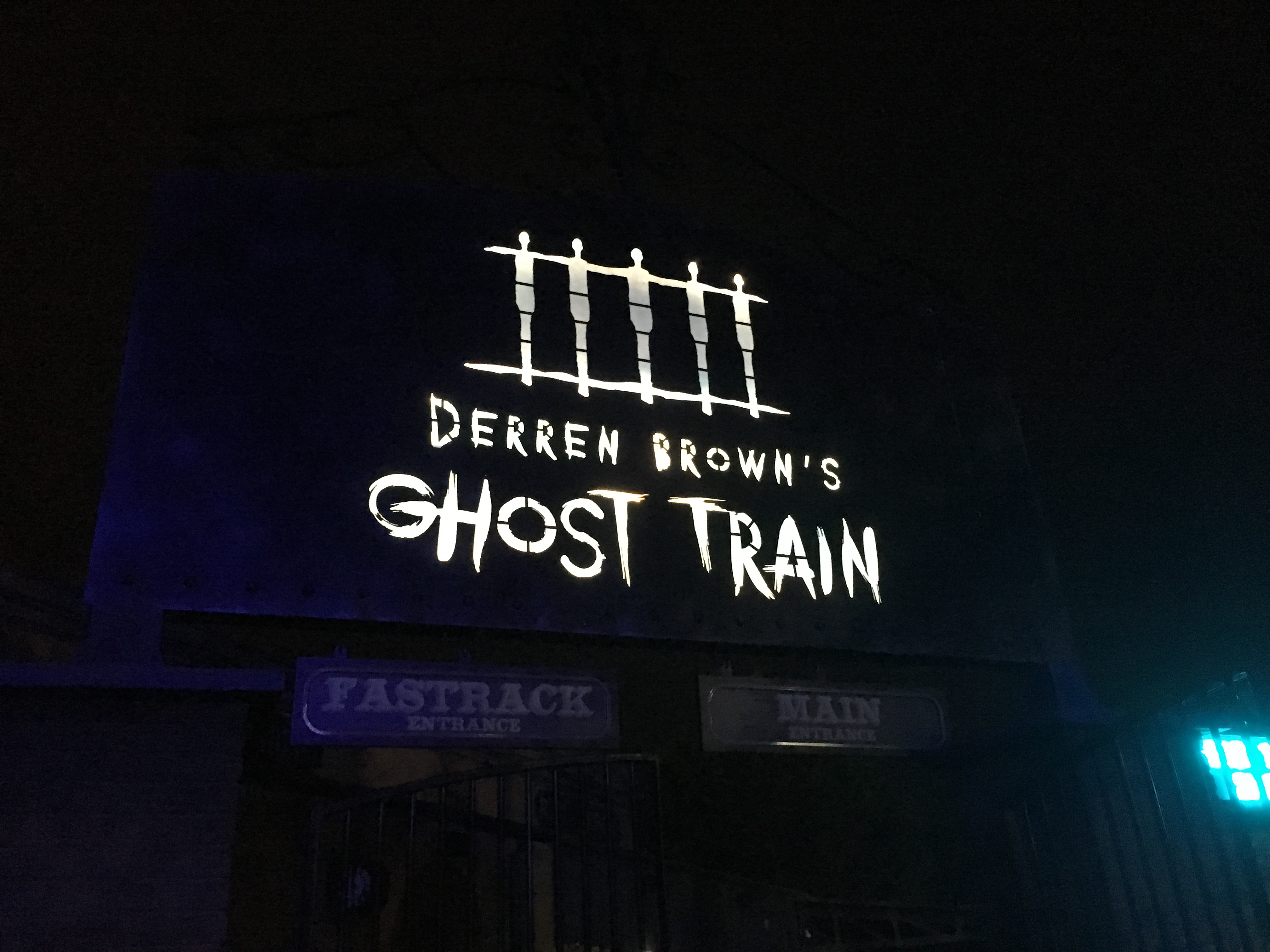
Ghost Train
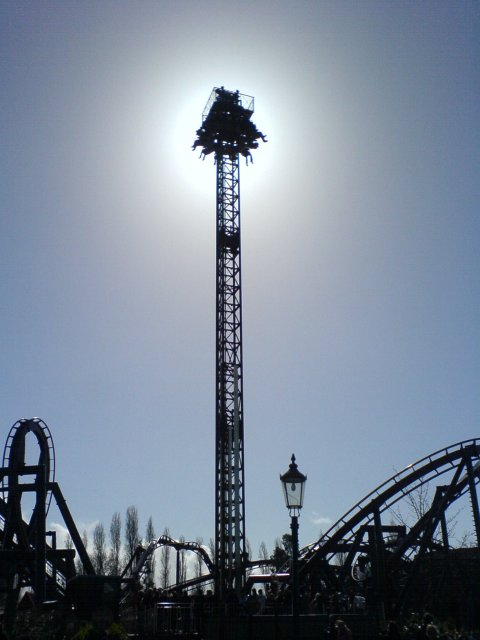
Detonator
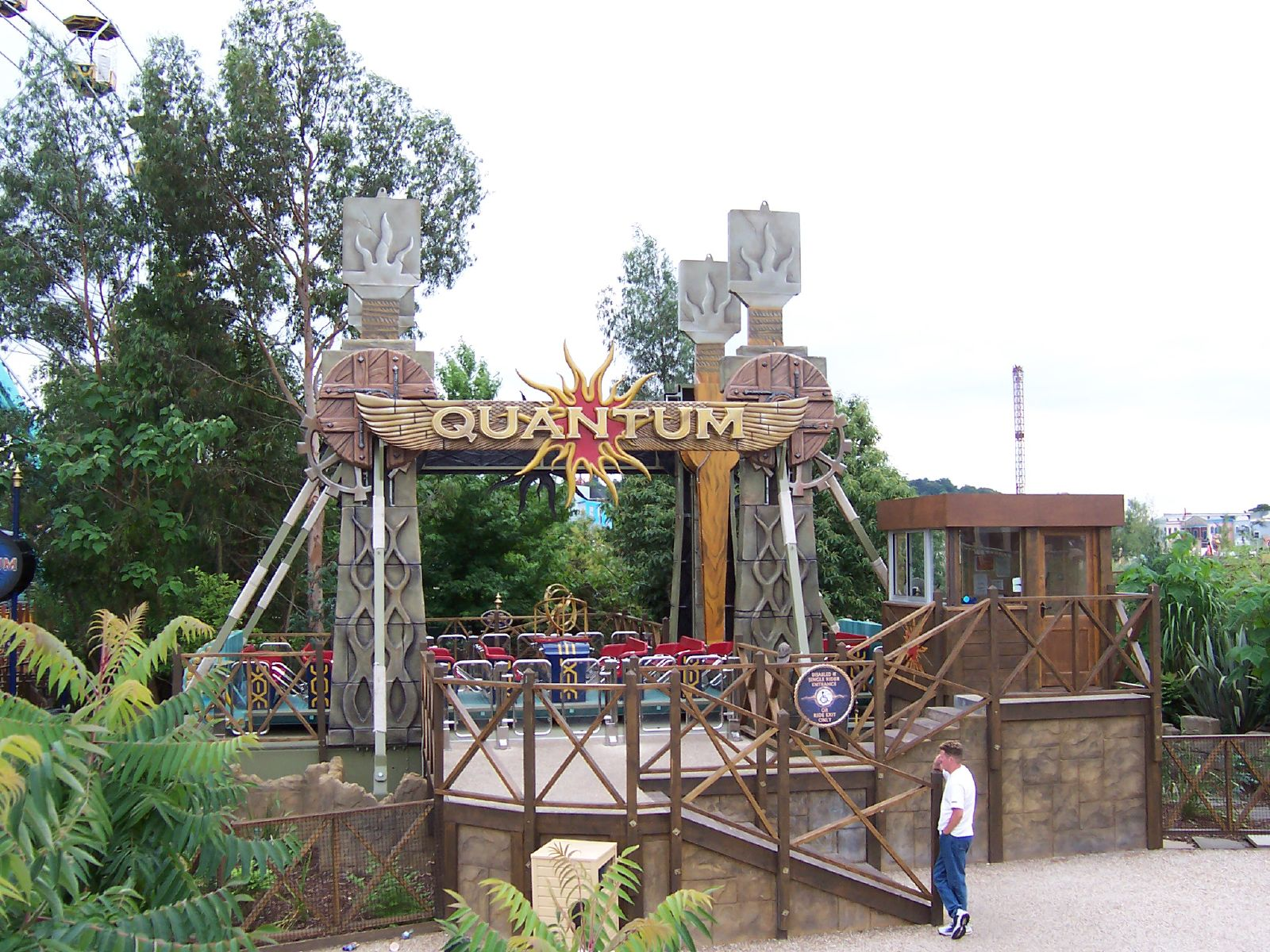
Quantum
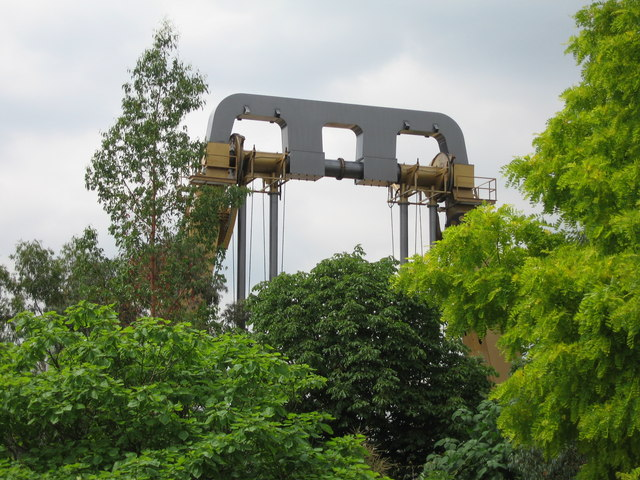
Rush
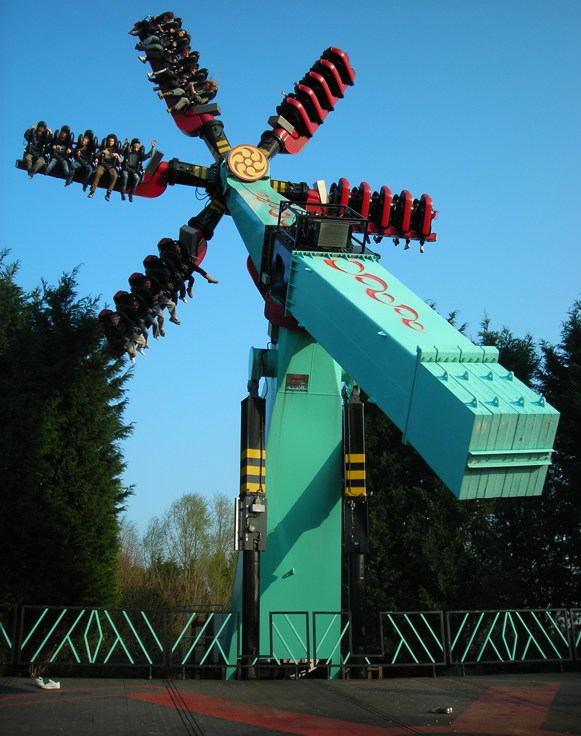
Samurai
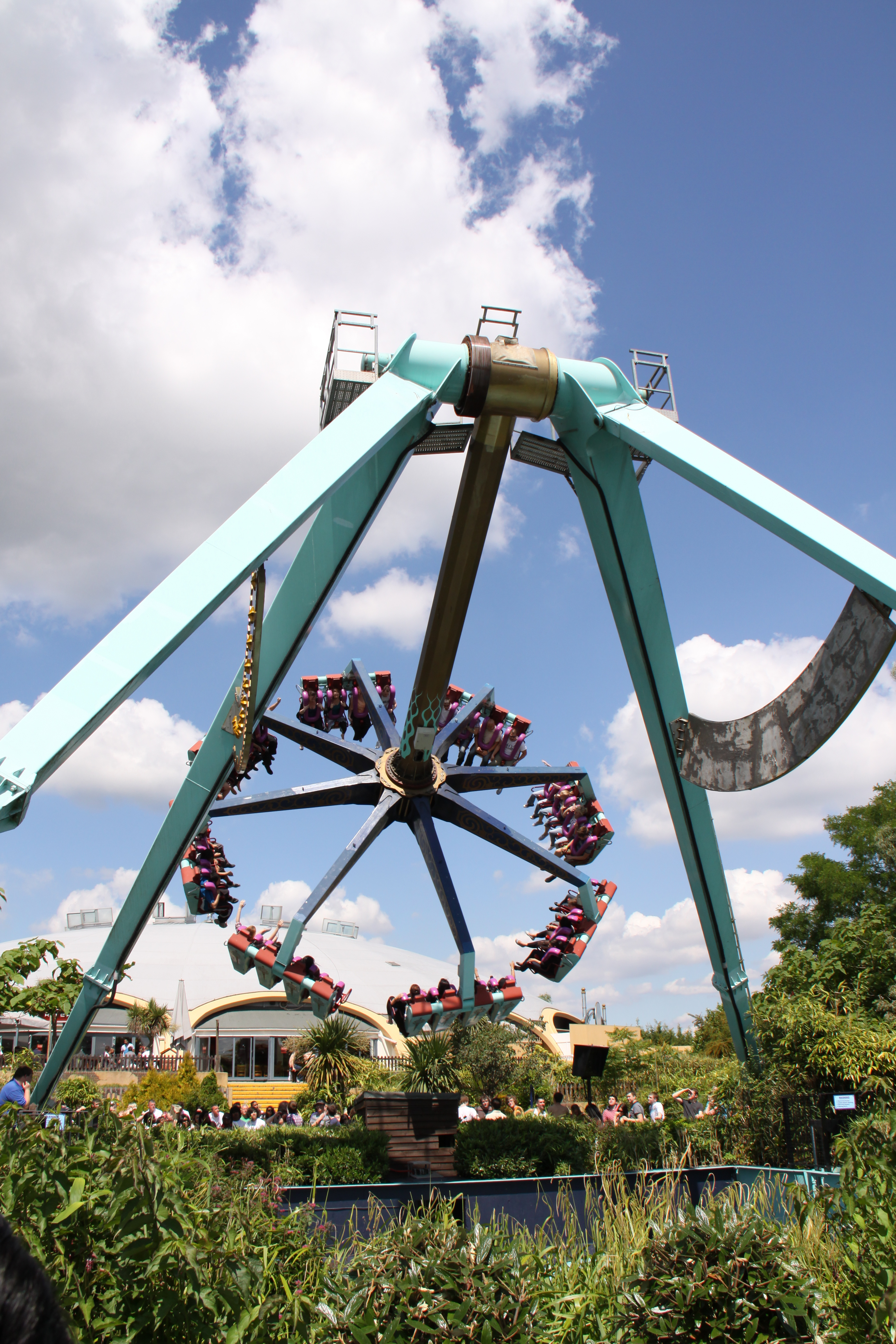
Vortex
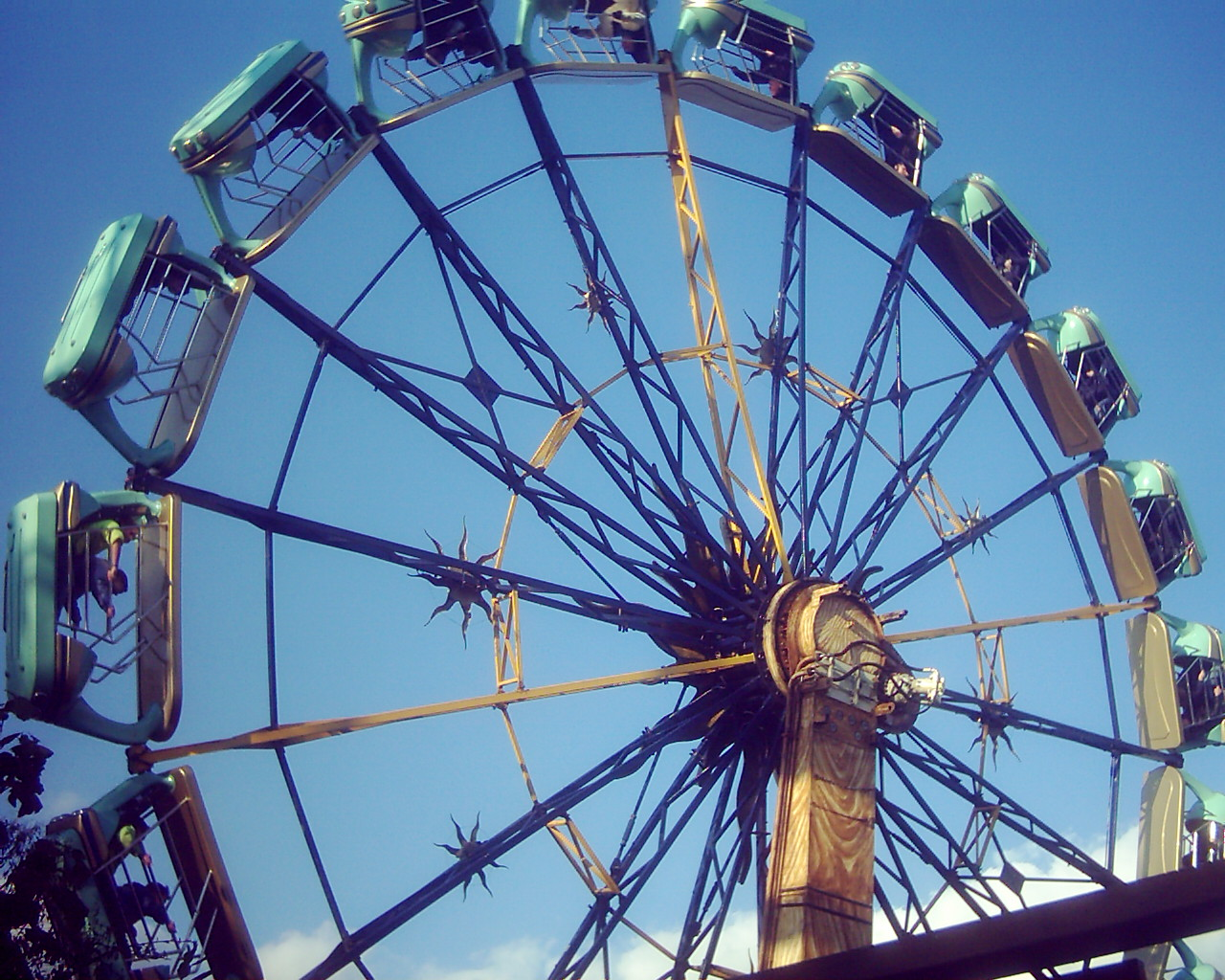
Zodiac
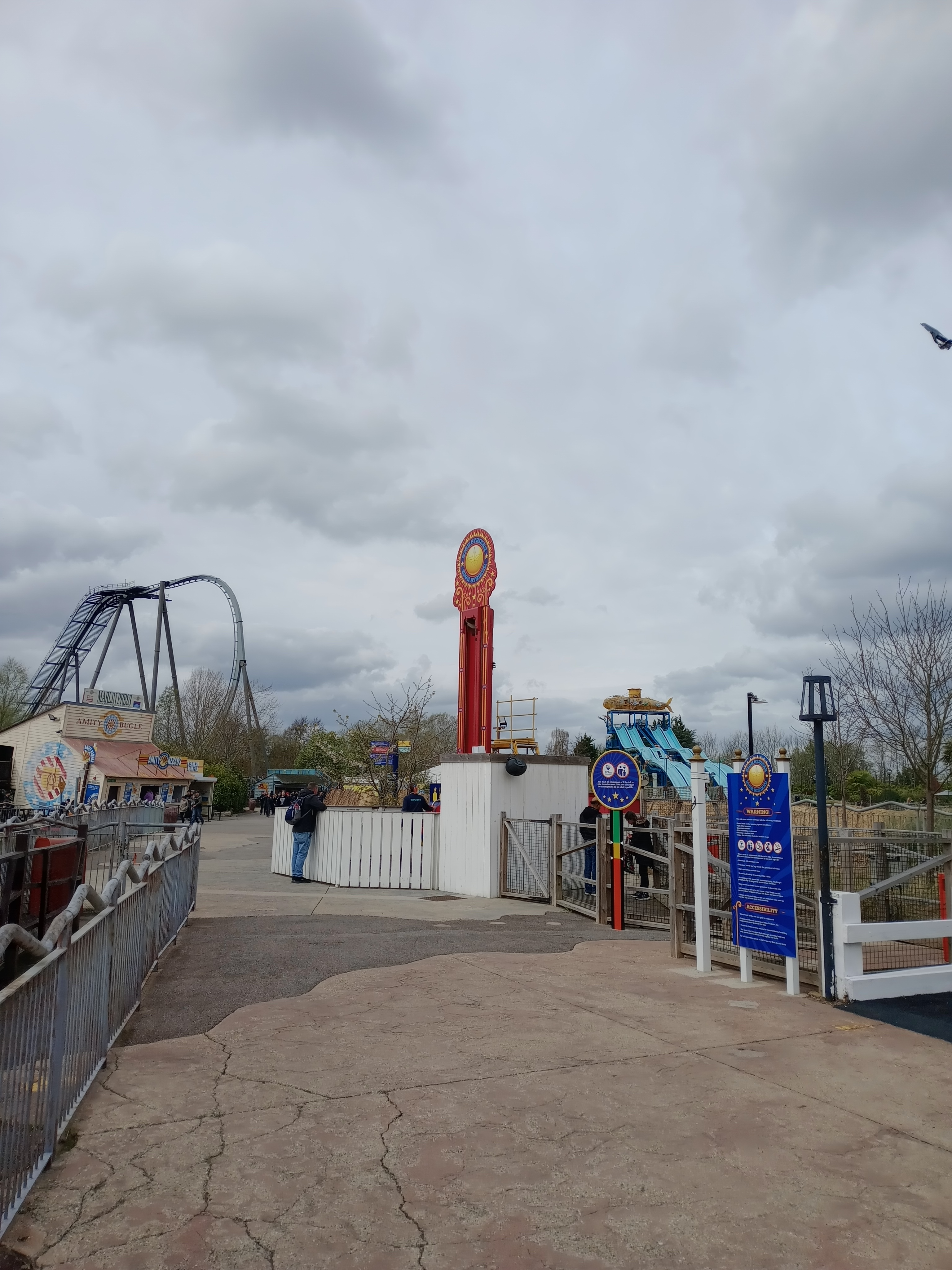
High Striker
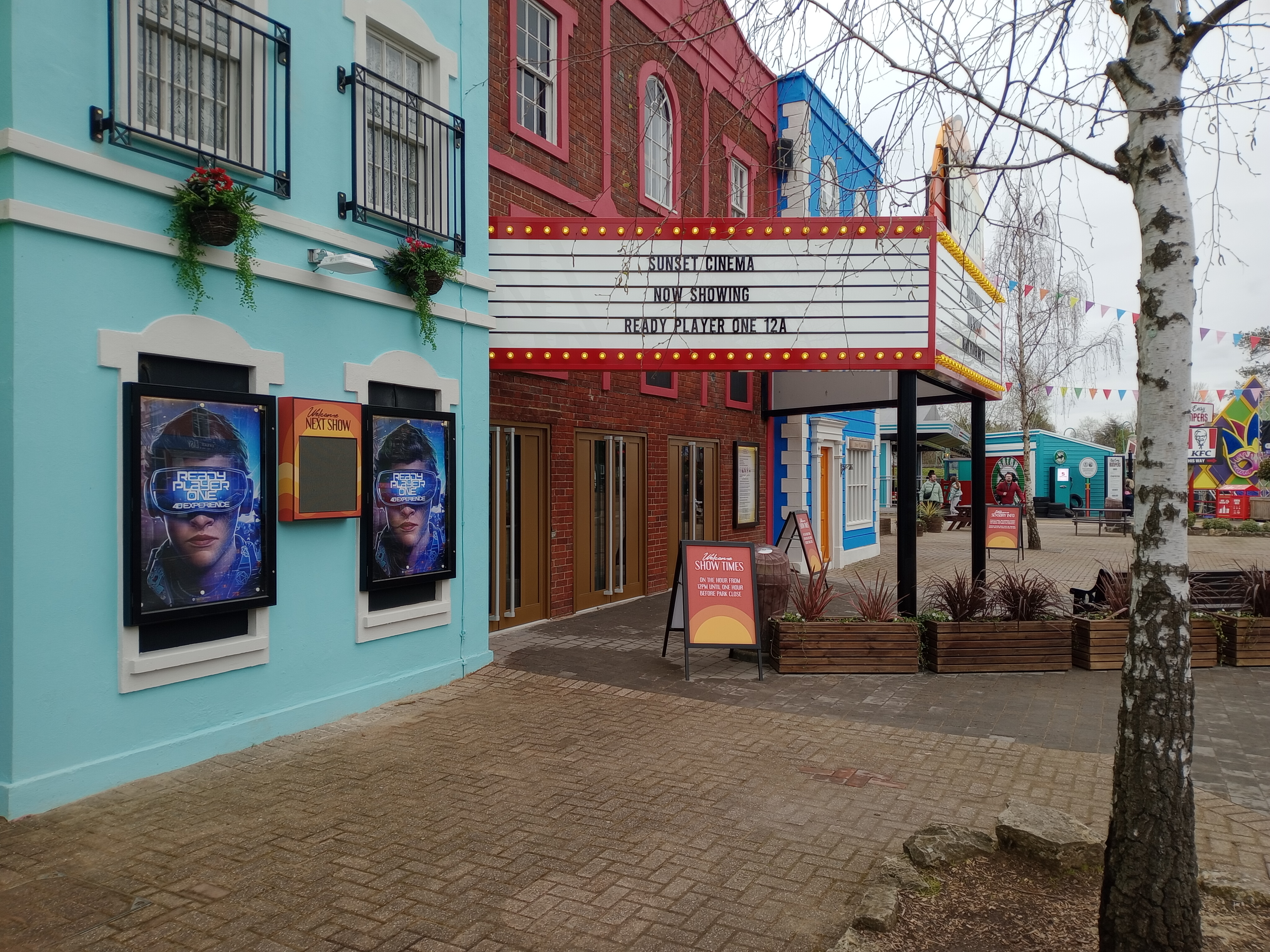
Sunset Cinema
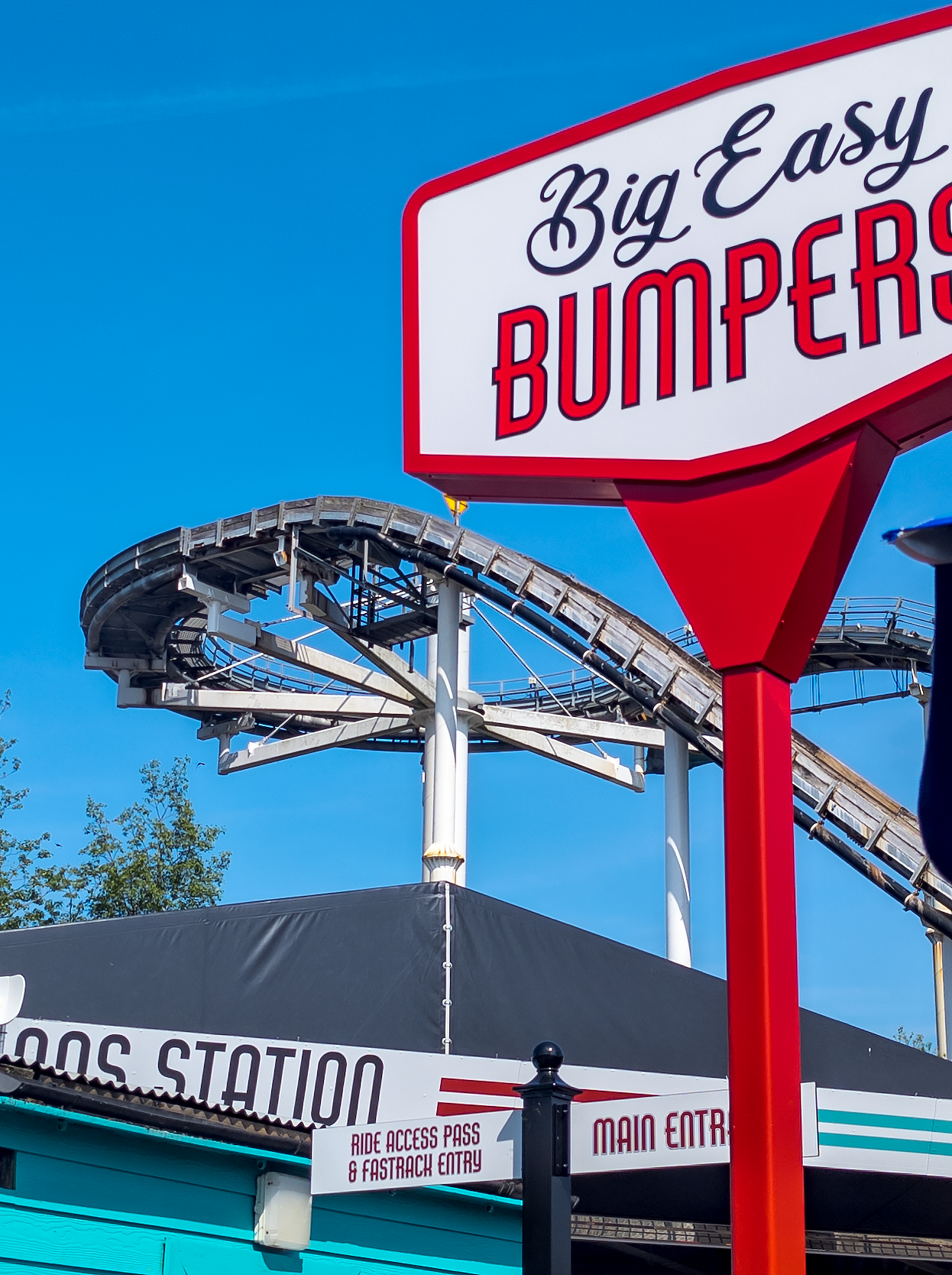
Big Easy Bumpers
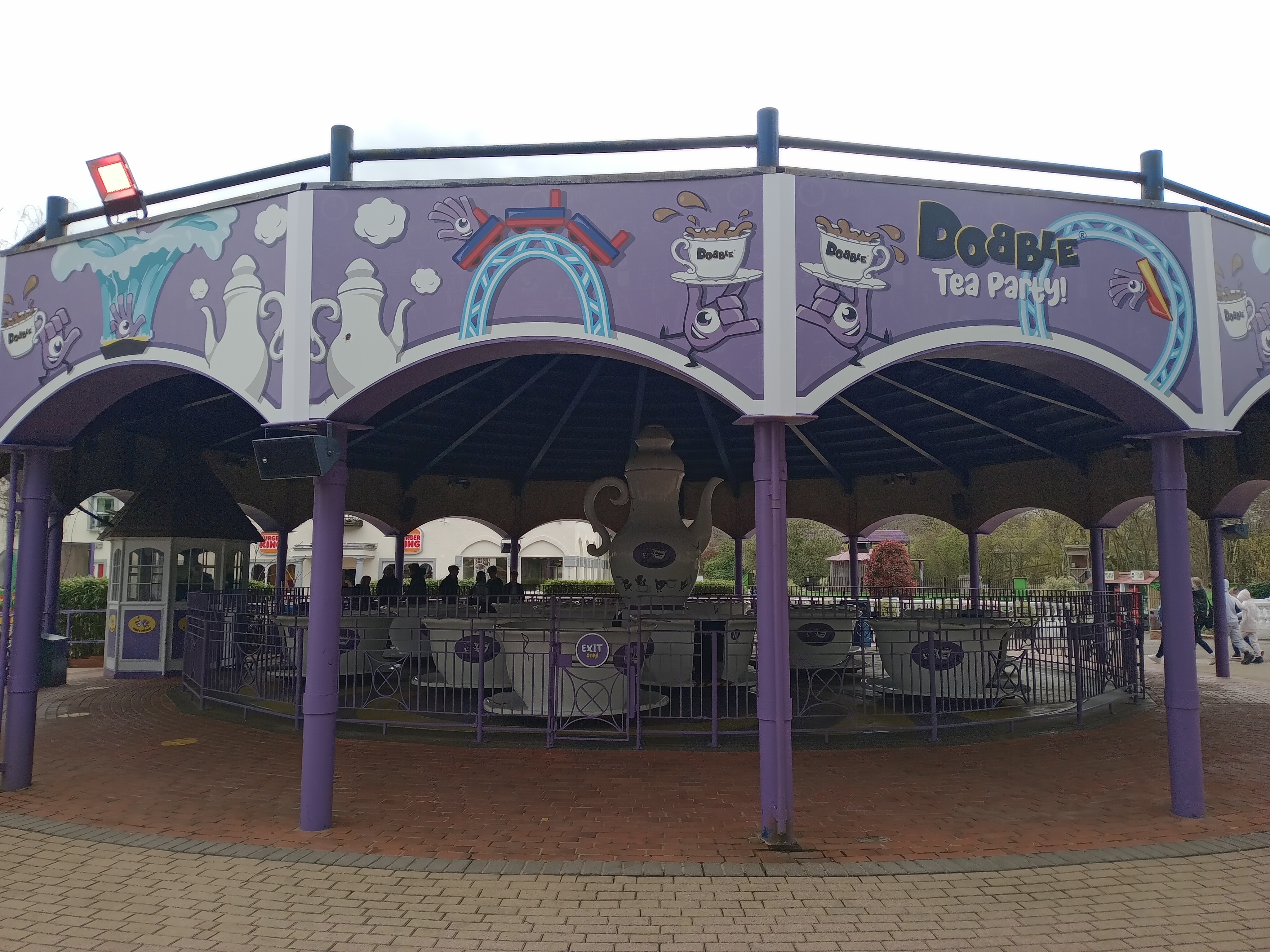
Dobble Tea Party

### Anciennes attractions
| Nom                                  | Type                      | Ouverture | Fermeture | Secteur    | Constructeur  | Autres informations |
| ------------------------------------ | ------------------------- | --------- | --------- | ---------- | ------------- | --- |
| Black Mirror Labyrinth               | Labyrinthe                | 2021      | 2024      | Old Town   |               | Labyrinthe aux pointes de la technologies. |
| The Rocky Express                    | Sea Storm                 | 1989      | 2021      | Old Town   | Mack Rides    | Une attraction tournoyante familiale. Taille minimale 90 cm |
| Jungle Escape                        | Escape game               | 2019      | 2020      | The Jungle |               | Escape game non inclus dans le prix du billet, utilisant une partie des infrastructures de l'ancien labyrinthe I’m a Celebrity… Get Me Out of Here. |
| I’m a Celebrity… Get Me Out of Here! | Labyrinthe                | 2015      | 2018      | The Jungle |               | Labyrinthe sur le thème de l'émission I’m a Celebrity… Get Me Out of Here. |
| Saw Alive                            | Maison hantée             | 2010      | 2018      | Old Town   |               | Maison hantée, ouverte toute l'année, centrée sur la saga de films Saw, et localisée à proximité de la montagne russe sur le même thème. Le bateau sur lequel elle était située, le Thorpe Belle, attraction présente au parc depuis 1995, ne remplissait plus les conditions de sécurité nécessaires à la suite d'un manque d'entretien. |
| Slammer                              | Sky Swat                  | 2005      | 2017      | Old Town   | S&S Worldwide | Cette attraction était la dernière de sa catégorie au moment de sa fermeture |
| Logger's Leap                        | Buches                    | 1989      | 2015      | Old Town   | Mack Rides    | |
| Chief Ranger’s Carousel              | Carroussel                | 1994      | 2014      |            |               | |
| Canada Creek Railway                 | Train panoramique         | 1989      | 2011      | Old Town   | Severn Lamb   | |
| Miss Hippo’s Fungle Safari           | Parcours scénique         | 1995      | 2009      |            |               | Parcours scénique sur le thème d'un voyage en jeep dans la jungle. |
| Thorpe Farm                          | Ferme                     | 1982      | 2006      |            |               | |
| Model World                          |                           | 1979      | 2005      | Amity      |               | Modèles réduits de bâtiments célèbres du monde entier, situés principalement sur la zone de l'actuelle Stealth. |
| Eclipse                              | Roue panoramique          | 2003      | 2004      | Lost city  | Fabbri        | Déplacée à Chessington pour laisser place à Rush. |
| Calgary Stampede                     | Troika                    | 1993      | 2003      | Old Town   | Fairmatt      | Fermée pour laisser place à Samurai. |
| Mr Rabbit’s Tropical Travels         | Parcours scénique         | 1995      | 2001      | The Jungle |               | Située sur le lieu de l'actuelle Nemesis Inferno. |
| Dare Devil Drivers                   | Auto-tamponeuse           | 1998      | 2000      | Lost city  |               | Fermée pour laisser place à Zodiac. |
| Dino Boats                           | Auto-tamponeuse aquatique | 1998      | 2000      | The Jungle |               | Située sur le lieu de l'actuelle gare d'embarquement de Nemesis Inferno. |
| Trapper’s Trail                      | Jeux pour enfants         | 1989      | 2000      | The Jungle |               | Située sur à la place de l'actuelle lift et première descente de Colossus. |
| Wicked Witches Haunt                 | Dark ride                 | 1983      | 2000      |            |               | |

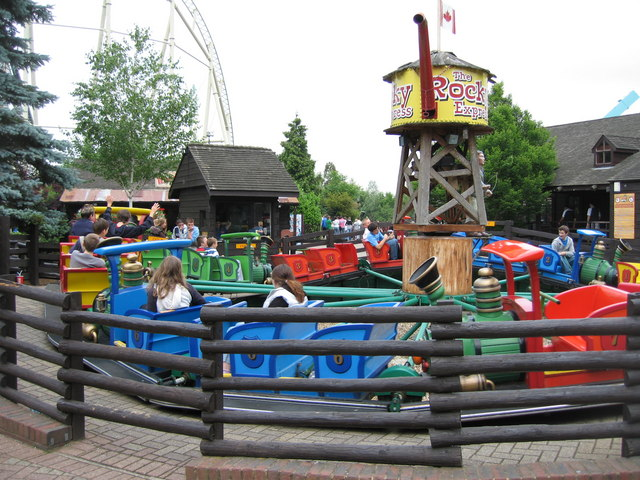
The Rocky Express
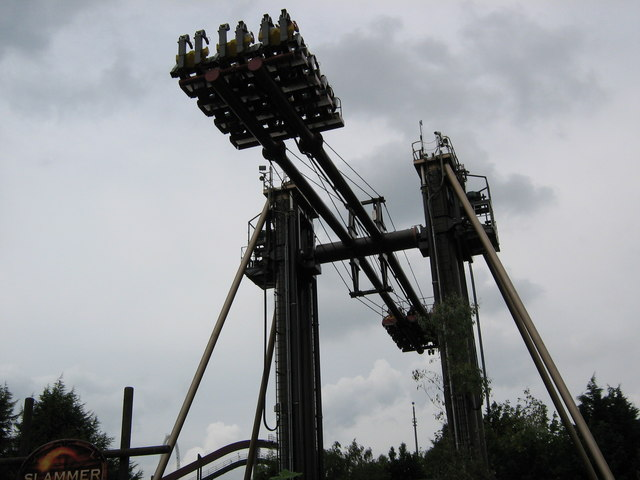
Slammer
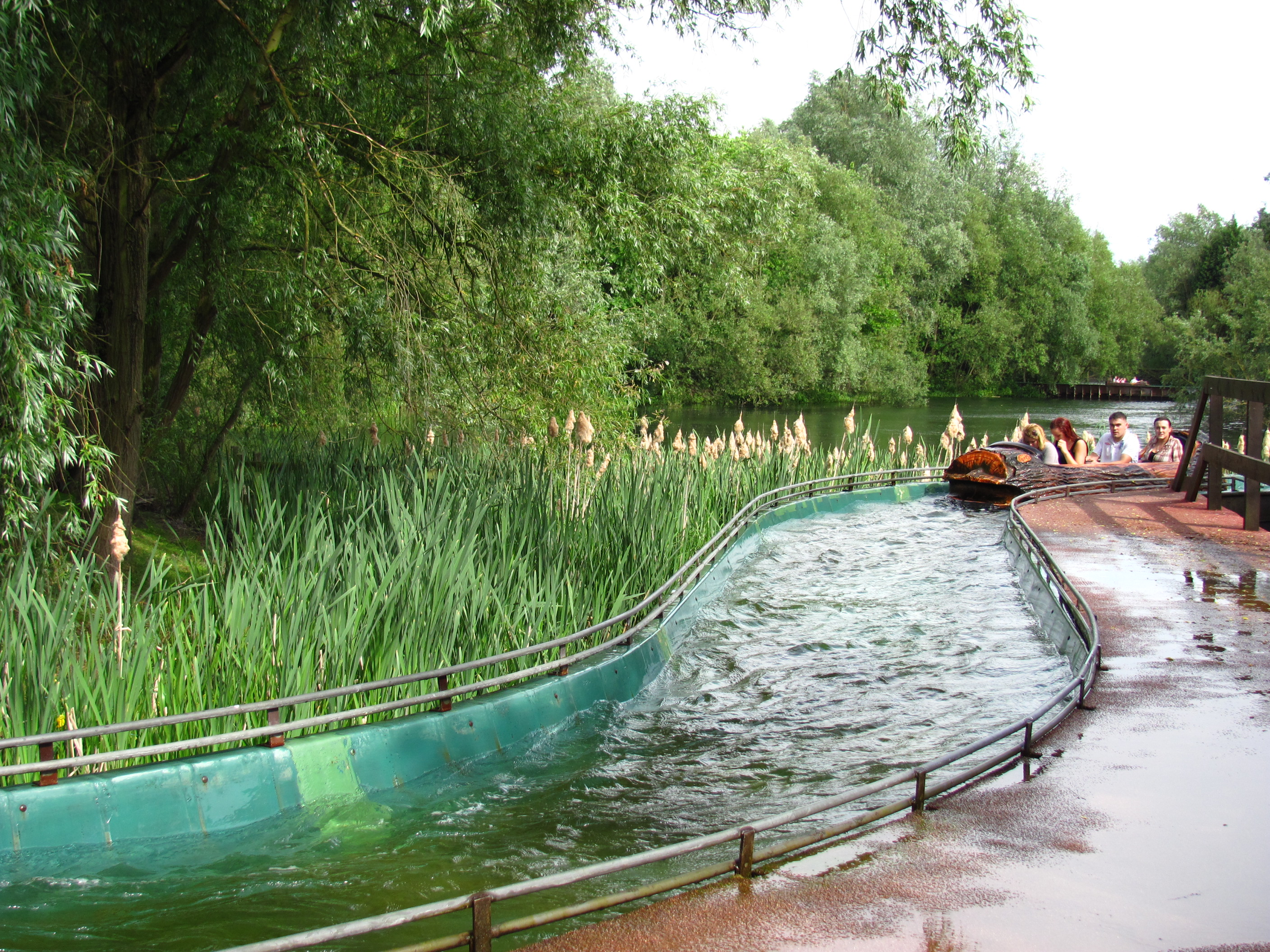
Logger's Leap
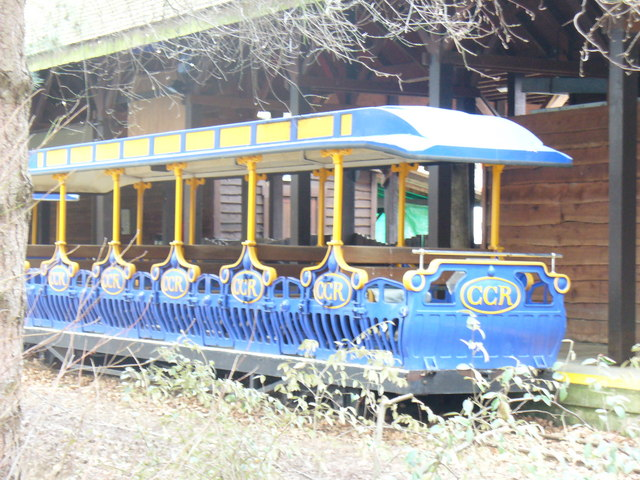
Canada Creek Railway
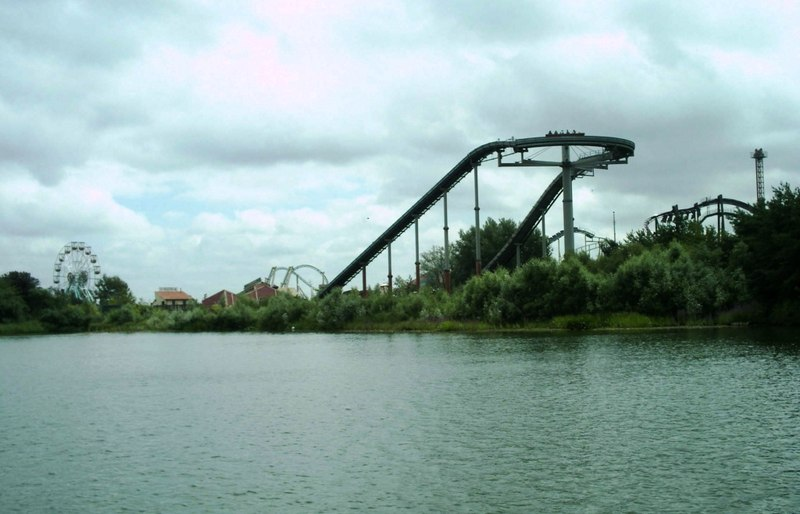
Eclipse (à gauche sur la photo)

## Événements

### Oktoberfest
Oktoberfest (En septembre) durant lequel le parc offre différent spectacles à travers le parc et propose également des boissons et nourritures allemandes dans les différents points de restauration. Les attractions restent ouvertes plus tard que d'habitude et une sélection d'attractions sont thématisées sur un thème bavarois notamment grâce à des musiques.

### Fright Nights
Fright Nights, anciennement  "Fright Nites" est l'évènement Halloween de Thorpe Parc. Il a lieu tous les ans depuis 2002. Le parc reste ouvert plus tard en soirée, généralement jusqu'à 21h, et de multiples animations spéciales ont lieu : maisons hantées, acteurs dans les allées du parc, spectacles.
| Année | Attraction (nombre de saisons) | Attraction (nombre de saisons)         | Attraction (nombre de saisons)          | Attraction (nombre de saisons)                   | Attraction (nombre de saisons)   | Attraction (nombre de saisons) | Attraction (nombre de saisons) | Attraction (nombre de saisons)               | Attraction (nombre de saisons) | Attraction (nombre de saisons) | Attraction (nombre de saisons) |
| ----- | ------------------------------ | -------------------------------------- | --------------------------------------- | ------------------------------------------------ | -------------------------------- | ------------------------------ | ------------------------------ | -------------------------------------------- | ------------------------------ | ------------------------------ | ------------------------------ |
| 2002  | The Freezer (3)                | Freakshow 3D (3)                       |                                         |                                                  |                                  |                                |                                |                                              |                                |                                |                                |
| 2003  | The Freezer (3)                | Freakshow 3D (3)                       |                                         |                                                  |                                  |                                |                                |                                              |                                |                                |                                |
| 2004  | The Freezer (3)                | Freakshow 3D (3)                       | Carnival of the Bizarre (5)             |                                                  |                                  |                                |                                |                                              |                                |                                |                                |
| 2005  | The Asylum (9)                 | Hellgate (6)                           | Carnival of the Bizarre (5)             |                                                  |                                  |                                |                                |                                              |                                |                                |                                |
| 2006  | The Asylum (9)                 | Hellgate (6)                           | Carnival of the Bizarre (5)             | Se7en (6)                                        |                                  |                                |                                |                                              |                                |                                |                                |
| 2007  | The Asylum (9)                 | Hellgate (6)                           | Carnival of the Bizarre (5)             | Se7en (6)                                        |                                  |                                |                                |                                              |                                |                                |                                |
| 2008  | The Asylum (9)                 | Hellgate (6)                           | Carnival of the Bizarre (5)             | Se7en (6)                                        | The Curse (5)                    |                                |                                |                                              |                                |                                |                                |
| 2009  | The Asylum (9)                 | Hellgate (6)                           |                                         | Se7en (6)                                        | The Curse (5)                    |                                |                                |                                              |                                |                                |                                |
| 2010  | The Asylum (9)                 | Hellgate (6)                           | Saw Alive (9)                           | Se7en (6)                                        | The Curse (5)                    | Dead End (1)                   |                                |                                              |                                |                                |                                |
| 2011  | The Asylum (9)                 | Experiment 10 (2)                      | Saw Alive (9)                           | Se7en (6)                                        | The Curse (5)                    |                                |                                |                                              |                                |                                |                                |
| 2012  | The Asylum (9)                 | Experiment 10 (2)                      | Saw Alive (9)                           | The Passing (1)                                  | The Curse (5)                    |                                |                                |                                              |                                |                                |                                |
| 2013  | The Asylum (9)                 | My Bloody Valentine (3)                | Saw Alive (9)                           | Cabin in the Woods (4)                           | Blair Witch (4)                  |                                |                                |                                              |                                |                                |                                |
| 2014  | Studio 13 (1)                  | My Bloody Valentine (3)                | Saw Alive (9)                           | Cabin in the Woods (4)                           | Blair Witch (4)                  | Extra Cut (1)                  |                                |                                              |                                |                                |                                |
| 2015  | Containment (5)                | My Bloody Valentine (3)                | Saw Alive (9)                           | Cabin in the Woods (4)                           | Blair Witch (4)                  | The Big Top (3)                |                                |                                              |                                |                                |                                |
| 2016  | Containment (5)                | Platform 15 (5)                        | Saw Alive (9)                           | Cabin in the Woods (4)                           | Blair Witch (4)                  | The Big Top (3)                |                                |                                              |                                |                                |                                |
| 2017  | Containment (5)                | Platform 15 (5)                        | Saw Alive (9)                           | The Walking Dead : Living Nightmare (3)          | The Walking Dead : Sanctum (1)   | The Big Top (3)                |                                |                                              |                                |                                |                                |
| 2018  | Containment (5)                | Platform 15 (5)                        | Saw Alive (9)                           | The Walking Dead : Living Nightmare (3)          | The Walking Dead : Do or Die (2) | The Big Tom Showtime (1)       | Blair Witch (2)                | Terror at Amity High: High School SUCKS! (3) | Screamplexx Cinema (3)         | Vulcan Peak (1)                | Dead Creek Woods (1)           |
| 2019  | Containment (5)                | Platform 15 (5)                        | Creek Freak Massacre (1)                | The Walking Dead : Living Nightmare (3)          | The Walking Dead : Do or Die (2) |                                | Blair Witch (2)                | Terror at Amity High: High School SUCKS! (3) | Screamplexx Cinema (3)         |                                |                                |
| 2020  | The Swarm : Invasion (2)       | Platform 15 (5)                        | Roots of Evil (1)                       | The Howling of LycanThorpe High (1)              | Creek Freaks Unchained (2)       | The Fearstival Arena (1)       | The Crows (2)                  | Terror at Amity High: High School SUCKS! (3) | Screamplexx Cinema (3)         |                                |                                |
| 2021  | The Swarm : Invasion (2)       | Platform 15: End of the Line (1)       | Creek Freak Massacre (1)                | Amity High vs LycanThorpe: LoveBITES! (1)        | Creek Freaks Unchained (2)       | Trailers (4)                   | The Crows (2)                  | The Crows of Mawkin Meadow (4)               | Birthday Bash (2)              | Legacy (2)                     |                                |
| 2022  | Survival Games (3)             | The Terminal (1)                       | Creek Freak Massacre: The Final Cut (1) | Amity High vs LycanThorpe: Graduation SUCKS! (1) | Creek Freaks Unchained (1)       | Trailers (4)                   | Death's Doors (2)              | The Crows of Mawkin Meadow (4)               | Birthday Bash (2)              | Legacy (2)                     |                                |
| 2023  | Survival Games (3)             | Creature Campus: Trouble's Brewing (1) | Lucifer's Lair (2)                      | Stitches (2)                                     |                                  | Trailers (4)                   | Death's Doors (2)              | The Crows of Mawkin Meadow (4)               |                                |                                |                                |
| 2024  | Survival Games (3)             | Creature Campus: Looks Can Kill! (1)   | Lucifer's Lair (2)                      | Stitches (2)                                     | Deadbeat (1)                     | Trailers (4)                   |                                | The Crows of Mawkin Meadow (4)               |                                |                                |                                |

 – Anciennes attractions Fright Nights  – Attractions Fright Nights actuelles

### Autres événements
Outre ces événements, ces dernières années, Thorpe Park proposait aussi des événements uniques au parc comme "The Year of The Walking Dead" (l'année de Walking Dead) en 2018 ou "GameFX" en 2019, et plusieurs autres petits événements.

## Hôtel
Les visiteurs peuvent rester dormir sur place grâce à l'ouverture du "Thorpe Shark Cabins" comprenant 90 chambres reconverties à partir de conteneur d'expédition lequel est relié au dôme de l'entrée du parc par une passerelle. L'hôtel a tiré son nom de l'entrée avec la tête de requin qui était construite à l'entrée du parc.
L'hôtel avait ouvert initialement en 2013 sous le nom "The Crash Pad", qui était exploité par une société externe au parc Snoozebox. Le parc a racheté l'hôtel l'année suivant l'ouverture et l'a renommé "Thorpe Shark Hotel" puis "Thorpe Shark Cabins" ultérieurement,.
Thorpe Park avait originellement prévu de construire un hôtel sur un des lacs du parc qui devait contenir 250 lits pour une ouverture prévue en 2006. L'hôtel aurait comporté un bar, un club de remise en forme et un restaurant au bord du lac.
Le parc a reçu le permis de construire de l'hôtel en 2014, ils auraient dû commencer la construction en 2016 et l'ouvrir pour 2018. L'hôtel n'a cependant toujours pas été construit à ce jour.
Toutes les chambres sont conçues sur le même format, soit une pièce aveugle (à l'exception d'un hublot grillagé sur la porte) comprenant un lit double et un lit superposé. Une petite salle de bain est accessible par une porte vitrée située en face du lit double, contenant les toilettes, un petit lavabo et une douche. Le mur contre lequel se trouve le lit double est entièrement recouvert d'un poster représentant le parc, mais Thorpe Parc propose des chambres spécialement "thématisées" où le poster représente uniquement l'univers d'une attraction spécifique du parc. Le petit-déjeuner ainsi que le stationnement et des accès coupe-fils à certaines attractions sont généralement compris dans le séjour.
Les Thorpe Shark Cabins font l'objet de critiques régulières quant à leur petite taille, leur caractère temporaire, ainsi que quant aux conditions d'hébergement (forte condensation, manque d'insonorisation ou encore absence de fenêtres),,.

## Records détenus par le parc

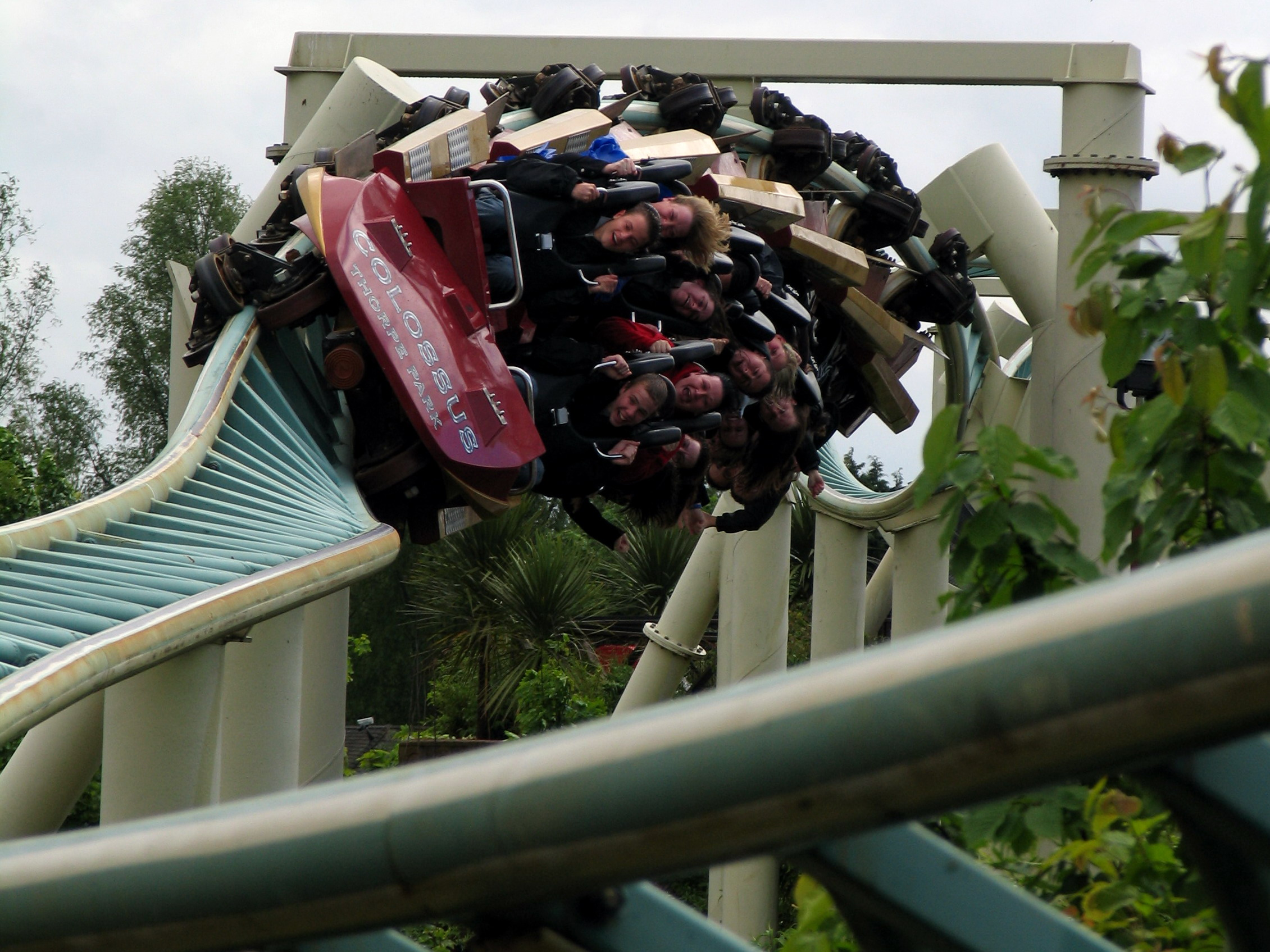
Colossus et ses nombreuses inversions.

Thorpe Park utilise souvent les records comme un outil de communication. Ces records sont cependant rarement mis en perspective avec les autres attractions du même genre, et certains s'avèrent erronés ou rapidement battus.
- Tidal Wave a ouvert comme étant la plus haute attraction aquatique d'Europe, record battu en 2002.
- Colossus détenait le record de la montagne russe avec le plus d'inversions grâce à ses 10 inversions. Le record est désormais détenu par The Smiler at Alton Tower resort.
- Un record a été battu non pas par Nemesis Inferno elle-même, mais sur l'attraction. En effet, le record du plus grand nombre de personnes nues sur une montagne russe y a été battu en 2004, avec 28 personnes. Le record sera cependant battu par la suite[53].
- Stealth était la montagne russe la plus rapide du Royaume-Uni avec son lancement de 0 à 128 km/h en 1,9 seconde. L'attraction détenait déjà son record avec son lancement 0 à 128 km/h en 2.3 seconde mais a été modifié en 2013 afin d'obtenir une accélération plus rapide devenir plus rapide. Elle détient ainsi le record de l'accélération la plus rapide sur des montagnes russes au monde (record détenu auparavant par Do-Dodonpa jusqu'à sa fermeture en 2024). Avec ses 63m de haut, elle était également la montagne la plus haute du Royaume-Uni, avant l'ouverture en 2024 de Hyperia dans le même parc, avec ses 71,9m de hauteur, qui lui a également pris le record de vitesse avec 128,7 km/h.
- Saw - The Ride était annoncée comme ayant la chute non contrôlée par des freins la plus abrupte et comme la première montagne russe thématisée sur un film d'horreur[54]. La précision de "non controlée par des freins" permettait de bien confier ce record à cette attraction et non à Steel Hawg située à Indiana Beach, ouverte un an avant, et possédant une chute à 111°, mais avec des freins[55]. Ce record a cependant été battu en 2016 par The Monster (Adventureland).
- The Swarm avait ouvert comme étant le plus grand Wing Coaster d'Europe. Cependant, il ne s'agissait à l'époque que du second Wing Coaster en Europe, après Raptor à Gardaland. The Swarm possède une hauteur de 38,7m et une longueur de 775m, contre 33m et 770m pour Raptor.
- Hyperia détient le record de la montagne russe la plus haute, la plus rapide et avec le plus de airtimes du Royaume-Uni[56].

## Incidents

### Rumba Rapids
- Durant l'année d'ouverture de l'attraction en 1987, un garçon de 11 ans a été éjecté d'un bateau et a perdu une oreille. La nouvelle a été relayée par les médias de la BBC TV[57].

### Incendie
- Le 21 juillet 2000, un incendie s'est déclaré dans la zone de Ranger County. L'incendie a commencé à 15 heures à Mr Rabbit's Tropical Travel, et s'est rapidement propagé au Wicked Witches Haunt. Toutes deux ont complètement été détruites. La cause de l'incendie est inconnue, mais des sources indiquent que le feu aurait été déclenché par un mégot[58].

### X: No Way Out(maintenantThe Walking Dead: The Ride)
- Le 31 août 2000, un garçon de 11 ans s'est retrouvé avec les deux jambes cassés et des problèmes d'élocution à la suite de blessures au cerveau survenues sur l'attraction après avoir chuté de son véhicule.

### Zodiac
- Le 22 septembre 2001, deux adolescent ont été légèrement blessés lorsqu'un des supports du Zodiac s'est cassé. Le train a percuté à plusieurs reprises le plancher alors que l'opérateur tentait de l'arrêter. L'incident a été porté devant les tribunaux, où le juge a critiqué le temps qu'il a fallu pour stopper le manège après que l'anomalie ait été remarquée. Le parc a été condamné à un amende de 65'000£ et à payer 35'000£ de dommages et intérêts[59].

### Loggers Leap
- En avril 2014, une jeune fillette de 14 ans du Colchester a été blessés par la barre de sécurité du manège. Le parc versera 20 000 £ à la famille pour des dommages aux nerfs, un gonflement de l'articulation du genou, une hypersensibilité à long terme et des dommages aux tissus mous. La réclamation de la famille indiquait que le personnel du manège avait fait embarqué trop de visiteurs à bord de l'embarcation ce qui a forcé la petite fille à faire rentré ses jambes dans la barre de sécurité. Fermé en 2015, puis définitivement en 2019, le manège n'est plus exploité aujourd'hui. La fermeture n'aurait rien à voir avec l'incident[60].

### Vortex
- Le 15 septembre 2018, la protection d'un siège en fibre de verre a chuté du train à mi-parcours, manquant de peu les passagers. Le siège était inoccupé car il portait un panneau "Do not use" (Ne pas utiliser) au moment de l'incident. Personne n'a été blessé.

### Agressions
- Le 18 juillet 2020, un homme âgé de 26 ans a été poignardé à plusieurs reprises à la suite d'une altercation sur le pont menant au parc[61].
- En octobre 2020, lors de l'évènement Fright Nights, de multiples visiteurs se sont plaints d'avoir été frappés, bousculés et injuriés par des individus au sein du parc. Des acteurs des maisons hantées se sont plaints des mêmes faits. De plus, les règles sanitaires de distanciation et de port du masque n'auraient pas été respectées. Les représentants du parc ont estimé qu'ils s'agissaient "d'incidents isolés"[62]. Le même évènement des Fright Nights avaient déjà connu des faits de violence en octobre 2018[63].

### Hyperia
- En juin 2024, des passagers sont restés bloqués plus d'une heure sur le lift-hill du coaster Hyperia. Cet incident a eu lieu alors que l'attraction venait tout juste de réouvrir, après deux semaines de fermeture. L'attraction avait en effet fermé après une seule journée d'ouverture, le 25 mai 2024[64].

## Fréquentation
| Année | Fréquentation (en nombre de visiteurs) |
| 2023  | 1 620 000                              |
| 2022  | 1 600 000                              |
| 2021  | 1 700 000                              |
| 2020  | 600 000                                |
| 2019  | 1 490 000                              |
| 2018  | 1 590 000                              |
| 2017  | 1 540 000                              |
| 2016  | 1 620 000                              |
| 2015  | 1 510 000                              |
| 2014  | 1 830 000                              |
| 2013  | 1 770 000                              |
| 2012  | 1 820 000                              |
| 2011  | 2 110 000                              |
| 2010  | 2 170 000 (record de fréquentation)    |
| 2009  | 2 110 000                              |
| 2008  | 1 820 000                              |
| 2007  | 1 830 000                              |
| 2006  | 1 790 000                              |
| 2005  | 1 570 000                              |
| 2004  | 1 470 000                              |
| 2003  | 1 530 000                              |
| 2002  | 1 420 000                              |
| 2001  | 1 170 000                              |
| 2000  | 922 000                                |
| 1999  | 906 000                                |
| 1998  | 880 000                                |
| 1997  | 943 000                                |
| 1996  | 1 170 000                              |
| 1995  | 1 130 000                              |
| 1994  | 1 210 000                              |
| 1993  | 1 250 000                              |
| 1992  | 1 100 000                              |
| 1991  | 959 000                                |
| 1990  | 1 000 000                              |
| 1989  | 1 350 000                              |
| 1988  | 1 180 000                              |
| 1987  | 1 100 000                              |
| 1986  | 1 100 000                              |
| 1985  | 1 100 000                              |
| 1984  | 1 040 000                              |
| 1983  | 828 000                                |